# 오순절주의
오순절주의(五旬節主義, 영어: (classical) Pentecostalism) 또는 오순절운동은 개신교 기독교의 더 넓은 복음주의 내의 한 운동으로, 성령세례를 통해 하나님을 직접적으로 개인적으로 경험하는 것을 강조한다. '오순절'이라는 용어는 오순절에서 유래했는데, 이는 사도행전 (사도행전 2:1–31)에 묘사된 대로 예수 그리스도의 사도들과 다른 추종자들이 예루살렘에서 칠칠절을 기념하고 있을 때 성령이 강림한 사건을 기념하는 것이다.
다른 형태의 복음주의 개신교와 마찬가지로, 오순절주의는 성경의 무오류성과 새로운 탄생의 필요성, 즉 개인이 죄를 회개하고 "예수 그리스도를 개인적인 주님과 구원자로 받아들이는 것"을 고수한다. 이 운동은 "성령세례"와 물 세례를 모두 믿는다는 점에서 구별되는데, 이는 기독교인이 "성령으로 충만하고 능력을 받은 삶"을 살 수 있도록 한다. 이러한 권능은 영적 은사의 사용을 포함한다. 즉 방언과 신유 등이 그것이다. 성경적 권위, 영적 은사, 기적에 대한 헌신 때문에 오순절주의자들은 자신들의 운동이 초기 교회의 사도 시대에서 발견된 것과 동일한 영적 능력과 가르침을 반영한다고 본다. 이러한 이유로 일부 오순절주의자들은 자신들의 운동을 설명하기 위해 "사도적" 또는 "순복음"이라는 용어를 사용하기도 한다.
성결 오순절주의는 20세기 초 웨슬리안 성결 운동 추종자들 사이에서 나타났는데, 이들은 기독교 부흥주의와 임박한 재림에 대한 기대로 활력을 얻었다. 자신들이 종말 시대에 살고 있다고 믿으면서, 그들은 하나님이 기독교 교회를 영적으로 갱신하고 영적 은사의 회복과 세계의 복음화를 가져올 것이라고 기대했다. 1900년, 미국인 복음 전도사이자 신유가인 찰스 퍼햄은 방언이 성령세례의 성경적 증거라고 가르치기 시작했다. 윌리엄 J. 시모어, 웨슬리안 성결 교사와 함께 그는 이것이 세 번째 은혜의 사역이라고 가르쳤다. 시모어가 로스앤젤레스에서 설립하고 이끌었던 3년간의 아주사 거리 부흥 운동은 미국 전역과 전 세계적으로 오순절주의가 성장하는 결과를 가져왔다. 방문자들은 오순절 경험을 본 교회로 다시 가져가거나 선교지로 부르심을 느꼈다. 사실상 모든 오순절 교단이 그 기원을 아주사 거리에서 찾지만, 이 운동은 여러 분열과 논란을 겪었다. 초기 논쟁은 완전 성화교리 교리에 대한 도전이었고, 나중에는 삼위일체에 대한 것이었다. 결과적으로 오순절 운동은 세 가지 은혜의 사역을 확증하는 성결 오순절주의자와 삼위일체론적 분파와 비삼위일체론적 분파로 나뉘는 완결된 사역 오순절주의자로 나뉘며, 후자는 단일오순절교를 낳았다.
700개 이상의 기독교 교단과 많은 독립 교회로 구성된 오순절주의는 고도로 분산되어 있다. 중앙 권위는 존재하지 않지만, 많은 교단이 오순절 세계 연맹에 가입되어 있다. 전 세계적으로 2억 7,900만 명이 넘는 고전적 오순절주의자들이 있으며, 이 운동은 특히 남반구와 제3세계 국가들을 포함하여 세계 여러 지역에서 성장하고 있다. 1960년대 이래로 오순절주의는 다른 기독교 전통으로부터 점차적으로 수용되었고, 성령세례와 영적 은사에 관한 오순절주의 신념은 은사 운동을 통해 개신교와 가톨릭 교회의 비오순절주의 기독교인들에게 받아들여졌다. 전 세계적으로 오순절주의 및 은사주의 기독교인의 수는 총 6억 4,400만 명이 넘는다. 이 운동은 원래 남반구의 하층민을 주로 끌어들였지만, 중산층에게도 새로운 매력을 주고 있다. 중산층 회중은 구성원 수가 더 적은 경향이 있다. 오순절주의는 세계에서 가장 빠르게 성장하는 종교 운동으로 여겨진다.

## 역사

### 배경
초기 오순절주의자들은 이 운동을 교회의 사도적 권능의 후기 회복으로 간주했으며, 세실 M. 로벡 주니어와 에디스 블룸호퍼 같은 역사가들은 이 운동이 19세기 후반 미국과 영국의 급진적 복음주의 부흥 운동에서 비롯되었다고 기록한다.
이 급진적 복음주의는 웨슬리안 성결 및 고등 생활 운동에서 가장 강하게 표현되었으며, 회복주의, 전천년설, 신앙요법, 그리고 성령의 인격과 사역에 대한 더 큰 관심이 오순절주의의 핵심이었다. 그리스도의 재림이 임박했다고 믿었던 이 기독교인들은 사도적 권능, 영적 은사, 기적 행위의 종말 시대 부흥을 기대했다. D. L. 무디와 R. A. 토레이와 같은 인물들은 모든 기독교인에게 제공되는 경험, 즉 성령세례라고 불리는 경험이 믿는 자들에게 세상을 복음화할 힘을 줄 것이라고 말하기 시작했다.
일부 기독교 지도자들과 운동들은 초기 오순절주의자들에게 중요한 영향을 미쳤다. 케직 사경회와 고등 생활 운동에서 모든 영적 은사가 계속된다는 거의 보편적인 믿음은 오순절주의의 부상에 중요한 역사적 배경을 형성했다. 앨버트 벤저민 심슨 (1843–1919)과 그의 기독교 선교 동맹 (1887년 설립)은 오순절주의 초기에, 특히 하나님의 성회의 발전에 큰 영향을 미쳤다. 오순절주의자들에게 또 다른 초기 영향은 존 알렉산더 다위 (1847–1907)와 그의 기독교 가톨릭 사도 교회 (1896년 설립)였다. 오순절주의자들은 심슨, 다위, 아도니람 저드슨 고든 (1836–1895), 그리고 마리아 우드워스-에터 (1844–1924; 나중에 오순절 운동에 참여)의 신유 가르침을 받아들였다. 에드워드 어빙의 가톨릭 사도 교회 (약 1831년 설립)도 나중에 오순절 부흥에서 발견된 많은 특징들을 보여주었다.:131
고립된 기독교 단체들은 신유와 방언과 같은 은사적 현상을 경험하고 있었다. 성결 오순절 운동은 이 기독교인들에게 일어나는 일에 대한 신학적 설명을 제공했으며, 그들은 새로운 이해를 수용하기 위해 웨슬리안 구원론의 수정된 형태를 채택했다.

### 초기 부흥: 1900–1929

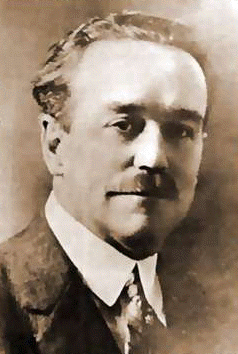
방언을 성령세례와 연관시킨 찰스 폭스 퍼햄.

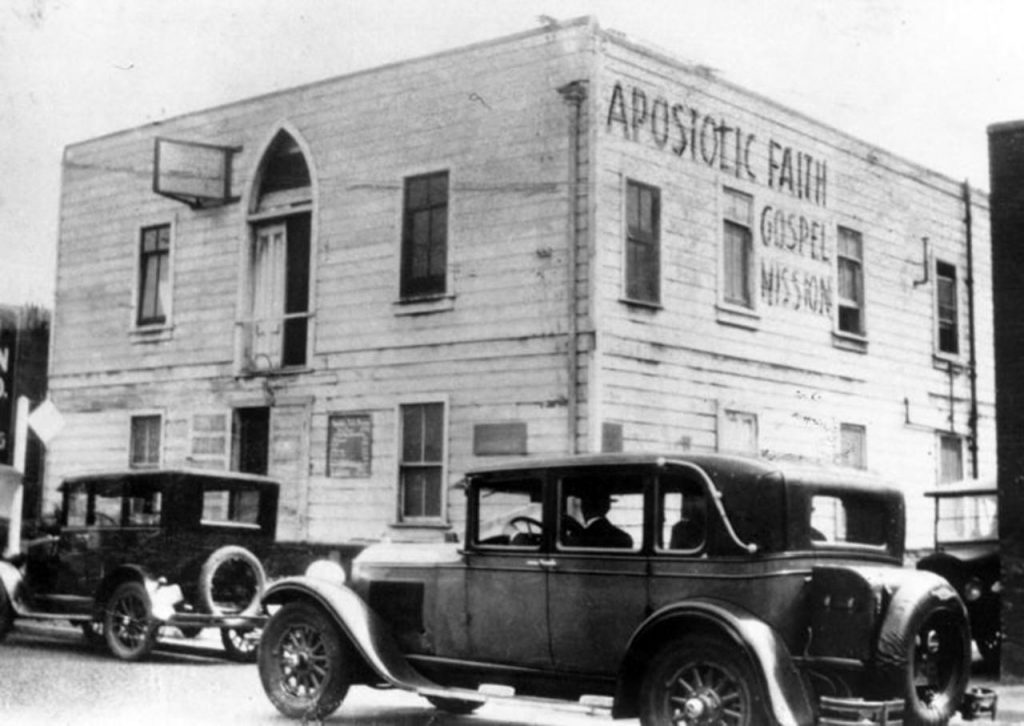
현재 오순절주의의 발상지로 여겨지는 아주사 거리의 사도 신앙 선교회.

찰스 폭스 퍼햄은 신유를 강력하게 믿었던 독립적인 성결 복음 전도자였으며, 오순절주의가 독특한 기독교 운동으로 부상하는 데 중요한 인물이었다. 감리교인으로 자란 퍼햄은 1900년 토피카 근처에 영적 학교를 시작했으며, 이를 베델 성경 학교라고 명명했다. 그곳에서 그는 방언이 성령세례를 받았다는 성경적 증거라고 가르쳤다. 1901년 1월 1일, 송구영신 예배 후 학생들은 기도했고 방언의 증거와 함께 성령세례를 받았다. 퍼햄은 얼마 후 이 동일한 경험을 받았고 그의 모든 예배에서 이를 설교하기 시작했다. 퍼햄은 이것이 제노글로시아라고 믿었으며 선교사들이 더 이상 외국어를 배울 필요가 없을 것이라고 생각했다. 퍼햄은 1901년 이후 토피카 학교를 폐쇄하고 캔자스와 미주리 전역에서 4년간의 부흥 여행을 시작했다. 그는 성령세례가 회심과 성화에 이어 세 번째 경험이라고 가르쳤다. 성화는 신자를 정결하게 했지만, 성령세례는 봉사를 위한 능력을 주었다.
퍼햄이 미국 중서부에서 초기 증거 교리를 전파할 무렵, 1904–1905년 웨일스 부흥 운동 소식은 전 세계, 특히 미국에서 전 기독교 교회를 갱신할 성령의 도래에 대한 강렬한 추측을 불러일으켰다. 이 부흥 운동은 수천 명의 회심과 방언 현상을 보여주었다.
퍼햄은 1905년 텍사스주 휴스턴으로 이주하여 성경 훈련 학교를 시작했다. 그의 학생 중 한 명은 한쪽 눈이 없는 흑인 설교자 윌리엄 J. 시모어였다. 시모어는 로스앤젤레스로 가서 그의 설교가 1906년 3년간의 아주사 거리 부흥 운동을 촉발시켰다. 부흥은 1906년 4월 9일 월요일에 보니 브래이 거리 214번지에서 시작되었고, 1906년 4월 14일 금요일에 아주사 거리 312번지로 옮겨졌다. 인종통합된 아주사 선교회에서의 예배는 어떠한 예배 순서도 없었다. 사람들은 성령에 이끌려 설교하고 간증했으며, 방언으로 말하고 노래했으며, 성령 안에서 쓰러졌다. 이 부흥은 종교 및 세속 언론의 관심을 끌었고, 수천 명의 방문객이 선교회로 몰려들어 "불"을 본 교회로 다시 가져갔다. 퍼햄과 D. L. 무디의 부흥 운동과 같은 다양한 웨슬리안 단체의 노력에도 불구하고, 미국에서 오순절 운동의 광범위한 시작은 일반적으로 시모어의 아주사 거리 부흥 운동과 함께 시작된 것으로 여겨진다.

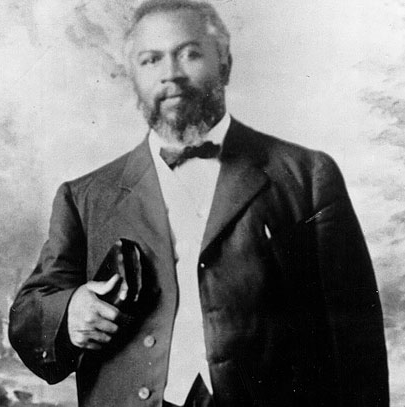
아주사 거리 부흥 운동의 지도자 윌리엄 시모어

윌리엄 시모어의 아주사 거리 선교회에서 흑인과 백인 군중이 함께 예배를 드리는 모습은 초기 오순절 운동의 분위기를 조성했다. 1906년부터 1924년까지 오순절주의자들은 인종 분리 정책과 짐크로 법의 제정을 요구했던 당시의 사회적, 문화적, 정치적 규범에 도전했다. 하나님의 성회 (성결교단), 하나님의 교회 (클리블랜드, 테네시), 오순절 성결교회, 그리고 세계 오순절 연맹은 모두 1920년대 이전에 인종 통합 교단이었다. 이 단체들은 특히 짐크로 남부에서 인종 분리에 순응하라는 큰 압력을 받았다. 결국 북미 오순절주의는 백인과 아프리카계 미국인으로 나뉘게 되었다. 완전히 사라지지는 않았지만, 오순절주의 내의 인종 통합 예배는 미국의 흑인 민권 운동 이후에야 광범위한 관행으로 다시 나타났다.

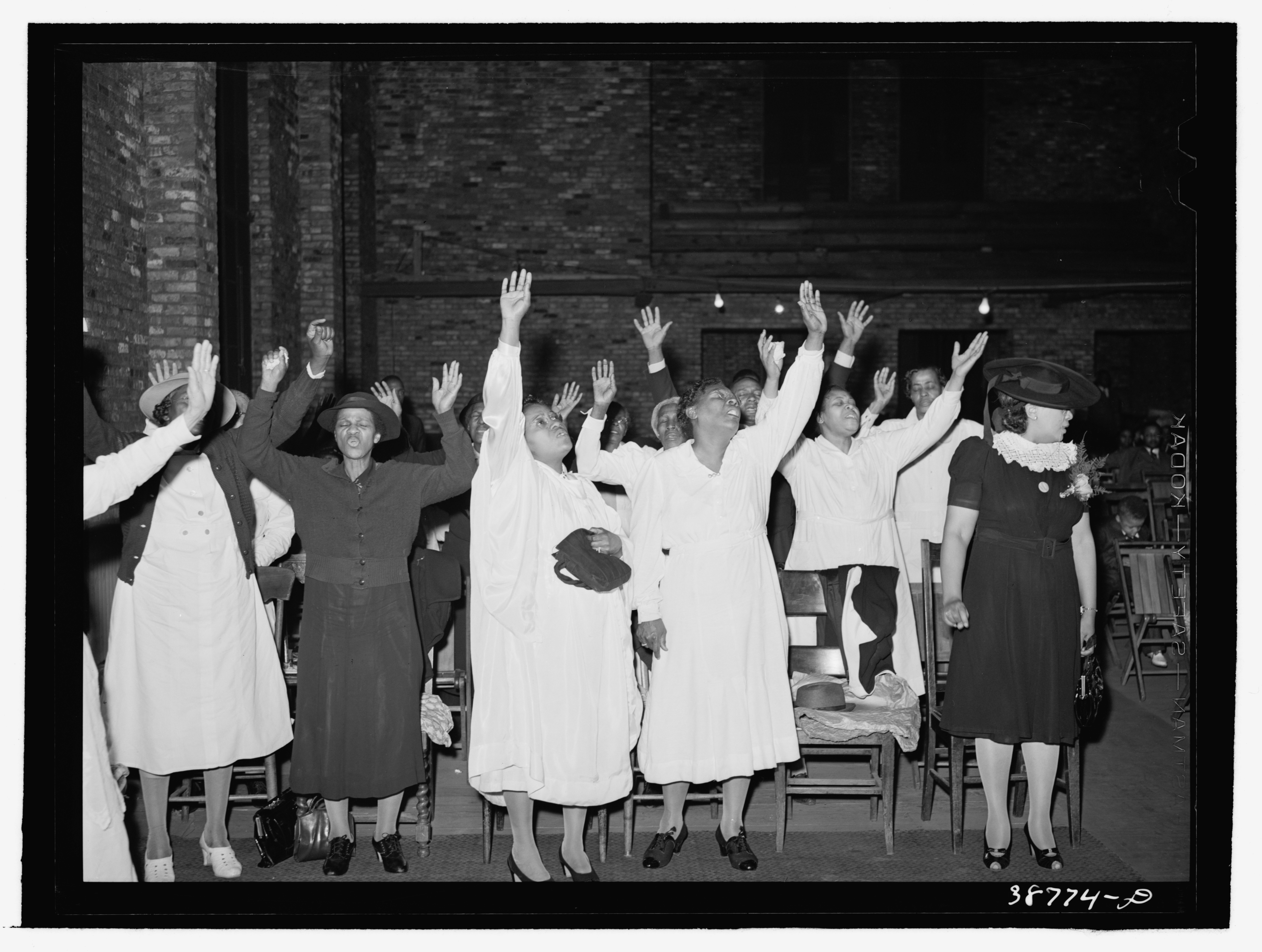
오순절 예배 중인 여성들

여성은 초기 오순절 운동에 매우 중요했다. 오순절 경험을 받은 사람은 누구든지 그리스도의 재림을 준비하는 데 그 경험을 사용해야 할 책임이 있다고 믿었기 때문에, 오순절 여성들은 성령세례가 자신들에게 전통적으로 금지되었던 활동에 참여할 수 있는 힘과 정당성을 주었다고 주장했다. 퍼햄의 성경 대학에서 방언의 증거와 함께 성령세례를 받은 첫 번째 사람은 여성인 아그네스 오즈만이었다. 플로렌스 크로포드, 아이다 로빈슨, 그리고 에이미 셈플 맥퍼슨과 같은 여성들은 새로운 교단을 설립했으며, 많은 여성들이 목사, 공동 목사, 선교사로 봉사했다. 여성들은 종교 노래를 작곡하고, 오순절 신문을 편집하고, 성경 학교를 가르치고 운영했다. 오순절 집회에서 생성된 틀에 얽매이지 않는 강렬하고 감정적인 환경은 개인적인 간증, 자발적인 기도 및 찬양과 같은 다른 형태의 참여를 이중적으로 촉진하고 스스로 그러한 참여를 만들어냈다. 여성들은 이 포럼에 참여하는 것을 주저하지 않았으며, 초기 운동에서 개종자와 교회에 다니는 사람들의 대다수는 여성이었다. 그럼에도 불구하고 교회에서 여성의 역할에 대한 상당한 모호성이 존재했다. 초기 오순절 운동이 사그라들면서 여성에 대한 사회적으로 더 보수적인 접근 방식이 자리 잡았고, 그 결과 여성의 참여는 더 보조적이고 전통적으로 받아들여지는 역할로 유도되었다. 여성 보조 조직이 여성의 재능을 더 전통적인 활동에 집중시키기 위해 만들어졌다. 여성은 또한 목사보다 복음 전도자 및 선교사가 될 가능성이 훨씬 더 높아졌다. 그들이 목사였을 때, 그들은 종종 남편과 공동 목사를 했다.
초기 오순절 교단들의 대부분은 기독교 평화주의를 가르쳤고 양심적 병역 거부를 옹호하는 병역 관련 조항을 채택했다.

#### 확산과 반대
아주사 참여자들은 그들의 새로운 경험을 가지고 집으로 돌아갔다. 많은 경우, 전체 교회가 오순절 신앙으로 개종했지만, 종종 오순절주의자들은 기존 교회들이 그들의 경험을 거부했을 때 새로운 종교 공동체를 설립해야만 했다. 초기 개입 지역 중 하나는 아프리카 대륙이었는데, 1907년에는 미국 선교사들이 라이베리아에 정착했고, 1908년에는 남아프리카에 정착했다. 방언이 처음에는 항상 실제 외국어라고 믿었기 때문에, 선교사들이 전도하는 사람들의 언어를 배울 필요가 없을 것이라고 믿었는데, 이는 성령이 필요한 모든 외국어를 제공할 것이라고 믿었기 때문이다. (대부분의 선교사들이 실망스럽게도 선교지에서 방언 언어가 이해할 수 없다는 것을 알게 되자, 오순절 지도자들은 방언에 대한 이해를 수정해야만 했다.) 따라서 방언 체험이 확산되면서 그리스도의 재림이 임박했다는 인식이 확고해졌고, 그 에너지는 선교 및 복음 전도 활동으로 향하게 되었다. 초기 오순절주의자들은 자신들을 주류 사회의 외부인으로 보았고, 오직 그리스도의 재림을 위한 길을 준비하는 데만 전념했다.
시모어의 동료인 플로렌스 크로포드는 미국 북서부에 메시지를 가져왔고, 1908년에는 사도 신앙 교회—성결 오순절 교단—를 설립했다. 1907년 이후, 아주사 참여자였던 시카고 노스 애비뉴 선교회의 윌리엄 하워드 더럼 목사는 미국 중서부로 돌아와 그 지역의 운동을 위한 기반을 다졌다. 더럼의 교회에서 미래의 캐나다 오순절 교회 지도자들이 오순절 메시지를 들었다. 가장 잘 알려진 오순절 개척자 중 한 명은 남부의 "오순절 사도"라고 불리는 개스턴 B. 캐시웰이었는데, 그의 전도 활동으로 인해 미국 남동부의 세 성결 교단이 새로운 운동에 참여하게 되었다.
오순절 운동은, 특히 초기 단계에서는 일반적으로 미국의 가난하고 소외된 계층, 특히 아프리카계 미국인과 남부 백인과 연관되었다. 오럴 로버츠와 같은 많은 치유 복음주의자들의 도움으로 오순절주의는 1950년대까지 미국 전역에 퍼졌다.

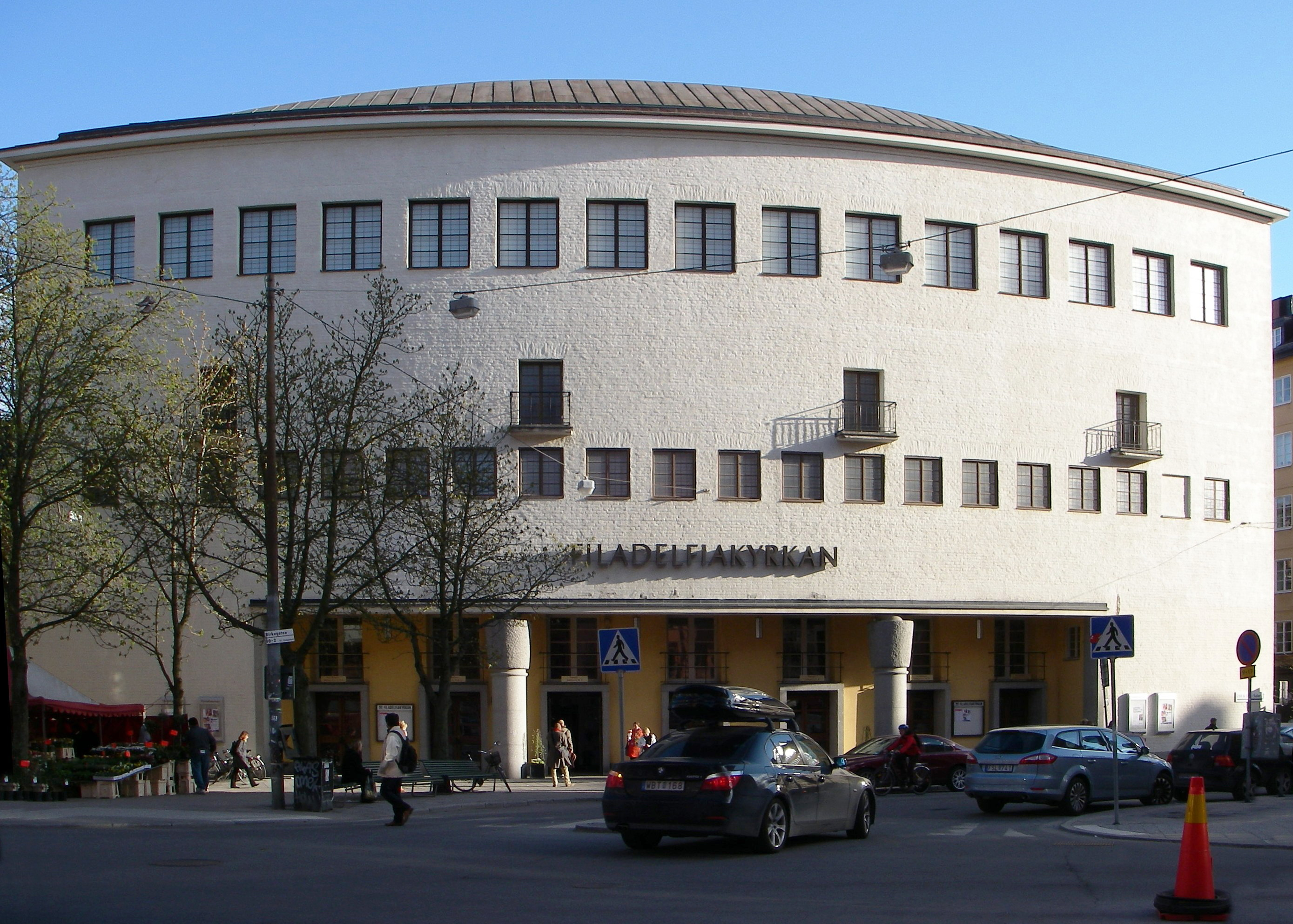
필라델피아 교회 (스톡홀름)는 스웨덴 오순절 운동의 일부이다.

국제 방문객과 오순절 선교사들은 결국 부흥 운동을 다른 나라로 수출했다. 최초의 해외 오순절 선교사는 아주사에서 성령세례를 받은 앨프레드 G. 개르와 그의 아내였는데, 그들은 인도와 나중에 홍콩으로 여행했다. 성령세례를 받았을 때 개르는 그가 알지 못하는 벵골어로 말했고, 인도에서 봉사하라는 부르심을 확신하게 되어 아내 릴리안과 함께 콜카타로 와서 보우 바자르 침례 교회에서 사역을 시작했다. 노르웨이 감리교 목사 T. B. 배럿은 미국 여행 중 시모어의 영향을 받았다. 1906년 12월까지 그는 유럽으로 돌아왔고, 그는 스웨덴, 노르웨이, 덴마크, 독일, 프랑스, 영국에서 오순절 운동을 시작한 공로를 인정받는다. 배럿의 주목할 만한 개종자 중 한 명은 선덜랜드에 있는 올세인츠 교회 (몽키웨어머스)의 성공회 목사였던 알렉산더 보디였는데, 그는 영국 오순절주의의 창시자가 되었다. 배럿의 다른 중요한 개종자들은 독일 목사 조너선 폴로 그는 최초의 독일 오순절 교단(뮐하임 자유 교회 및 복음주의 공동체 연합)을 설립했고, 레위 페트루스는 스웨덴 침례교 목사로 그는 스웨덴 오순절 운동을 설립했다.
더럼의 사역을 통해 이탈리아 이민자 루이지 프란체스콘은 1907년에 오순절 경험을 받았고, 미국의 기독교 회중, 아르헨티나 (아르헨티나 기독교 회중), 브라질 (브라질의 기독교 연합회)에 이탈리아 오순절 회중을 설립했다. 1908년, 자코모 롬바르디는 이탈리아에서 첫 오순절 예배를 이끌었다. 1910년 11월, 두 명의 스웨덴 오순절 선교사들이 벨렝 (파라주)에 도착하여 브라질 하나님의 성회를 설립했다. 1908년, 알렉산더 다위의 추종자였던 존 G. 레이크는 오순절 성령세례를 경험하고 남아프리카로 가서 남아프리카 사도 신앙 선교회와 시온 기독교 교회를 설립했다. 이러한 선교 열정의 결과로 오늘날 사실상 모든 오순절 교단은 그들의 역사적 뿌리를 아주사 거리 부흥 운동에 두고 있다. 결국, 최초의 선교사들은 현지 언어와 문화를 확실히 배워야 하고, 재정 지원을 모으고, 토착 교회 발전을 위한 장기 전략을 개발해야 한다는 것을 깨달았다.
오순절 신앙인들의 첫 세대는 다른 기독교인들로부터 엄청난 비판과 따돌림을 당했으며, 특히 그들이 유래한 성결 운동으로부터 가장 격렬하게 비판받았다. 성결 감리교단인 불기둥 교회의 지도자 앨마 화이트는 1910년에 이 운동에 반대하는 "악마와 방언"이라는 책을 썼다. 그녀는 오순절 방언을 "사탄적 횡설수설"이라고 불렀고 오순절 예배를 "악마 숭배의 절정"이라고 불렀다. 유명한 성결 감리교 설교자 W. B. 고드베이는 아주사 거리에 있던 사람들을 "사탄의 설교자, 마술사, 강령술사, 마법사, 그리고 온갖 종류의 구걸꾼"이라고 묘사했다. G. 캠벨 모건 박사에게 오순절주의는 "사탄의 마지막 토사물"이었고, R. A. 토레이 박사는 그것이 "결코 하나님으로부터 온 것이 아니며 소돔인에 의해 설립되었다"고 생각했다. 가장 큰 성결 단체 중 하나인 나사렛 오순절 교회는 새로운 오순절 운동에 강력히 반대했다. 혼동을 피하기 위해 교회는 1919년에 나사렛 교회로 이름을 변경했다.
A. B. 심슨의 기독교 선교 동맹은 케직파 교단으로, 당시로서는 독특한 타협적 입장을 협상했다. 심슨은 오순절 방언이 성령의 합법적인 현현이라고 믿었지만, 그것이 성령 세례의 필수적인 증거라고는 믿지 않았다. 방언에 대한 이러한 견해는 결국 A. W. 토저가 "구하지도 말고—금하지도 말라"고 표현한 "동맹 입장"으로 알려지게 되었다.

#### 초기 논란
최초의 오순절 개종자들은 주로 성결 운동에서 파생되었으며, 웨슬리안의 완전 성화교리에 대한 이해를 확실하고 즉각적인 경험이자 이차적 축복으로 고수했다. 이 견해에 대한 문제는 비웨슬리안 배경, 특히 침례교 교회에서 많은 개종자들이 운동에 들어오면서 발생했다. 1910년 시카고의 윌리엄 더럼은 처음으로 완결된 사역을 표명했는데, 이는 성화를 구원의 순간에 위치시키고 회심 후에 기독교인이 평생 동안 점진적으로 은혜 안에서 성장할 것이라고 주장하는 교리였다. 이 가르침은 오순절 운동을 성결 오순절주의와 완결된 사역 오순절주의라는 두 파벌로 양극화시켰다. 웨슬리안 교리는 사도 신앙 교회에서 가장 강했는데, 이 교회는 스스로를 아주사 거리 부흥 운동의 계승자로 보고 있으며, 칼바리 성결 연맹, 회중 성결교회, 하나님의 교회 (클리블랜드), 하나님의 성회 (성결교단), 자유 복음 교회 및 오순절 성결교회도 그러하다; 이 단체들은 성결 오순절주의 교단으로 분류된다. 그러나 완결된 사역은 결국 하나님의 성회와 같은 오순절주의자들 사이에서 우위를 점하게 되었는데, 이 교회는 최초의 완결된 사역 오순절 교단이었다. 1911년 이후, 대부분의 새로운 오순절 교단들은 완결된 사역 성화를 고수하게 되었다.
1914년, 미국 전역에서 온 300명의 백인 오순절 목회자와 평신도들이 아칸소주 핫스프링스에 모여 새로운 전국적인 오순절 친교회인 하나님의 성회 총회를 설립했다. 1911년까지 이 백인 목회자들 중 다수는 아프리카계 미국인 지도자 아래의 기존 체제에서 벗어나고 있었다. 이 백인 목회자들 중 많은 이들은 당시 오순절 성직자를 자격 부여하고 인가하던 몇 안 되는 합법적으로 인가된 오순절 조직 중 하나인 하나님의 성회 (Church of God in Christ)의 C. H. 메이슨으로부터 인가를 받았다. 이러한 거리를 더하기 위해 메이슨 감독과 다른 아프리카계 미국인 오순절 지도자들은 1914년 오순절 목회자들의 초기 친교회에 초대되지 않았다. 이 주로 백인 목회자들은 회중 정치 체제를 채택한 반면, COGIC 및 다른 남부 단체들은 대체로 감독 정치 체제를 유지했고 성화에 대한 완결된 사역 이해를 거부했다. 따라서 하나님의 성회 창설은 오순절 교리적 통일성과 인종 통합의 공식적인 종말을 알렸다.
이 완결된 사역 오순절주의자들 사이에서, 새로운 하나님의 성회는 1913년 캠프 미팅에서 처음 등장한 "새로운 문제"에 곧 직면하게 되었다. 침례식 중에 연설자 R. E. 맥앨리스터는 사도들이 회심자들에게 예수 그리스도의 이름으로 한 번 세례를 주었고, "성부, 성자, 성령"이라는 단어는 세례에서 사용된 적이 없다고 언급했다. 이는 프랭크 유어트에게 영감을 주었고, 그는 비삼위일체론적 하나님 개념을 계시하는 신성한 예언을 받았다고 주장했다. 유어트는 신격에는 예수 그리스도라는 단 하나의 인격만 있다고 믿었다. "성부"와 "성령"이라는 용어는 그리스도의 다른 측면을 나타내는 칭호였다. 삼위일체 방식("성부, 성자, 성령의 이름으로")으로 세례를 받은 사람들은 예수의 이름으로 재세례를 받아야 했다. 게다가 유어트는 예수 이름 세례와 방언의 은사가 구원에 필수적이라고 믿었다. 유어트와 그의 신념(즉, 단일오순절교)을 채택한 사람들은 스스로를 "일체론" 또는 "예수 이름" 오순절주의자라고 불렀지만, 그들의 반대자들은 그들을 "예수 전용"이라고 불렀다.
큰 논란 속에서 하나님의 성회는 일체론적 가르침을 거부했고, 1916년에 많은 교회와 목회자들이 교단에서 탈퇴할 수밖에 없었다. 그들은 자신들의 일체론적 단체를 조직했다. 이들 중 대부분은 인디애나폴리스 출신의 아프리카계 미국인 설교자 가필드 T. 헤이우드와 합류하여 세계 오순절 연맹을 결성했다. 이 교회는 1924년 백인 목회자들이 탈퇴하여 인코퍼레이티드 오순절 교회를 설립할 때까지 인종 통합적인 정체성을 유지했다. 이 교회는 나중에 다른 단체와 합병하여 국제 연합 오순절 교회를 형성했다. 완결된 사역 오순절주의자들 사이의 이러한 논란은 성결 오순절주의자들이 완결된 사역 오순절주의자들을 이단으로 간주하고 그들과 더욱 거리를 두게 만들었다.

### 1930–1959

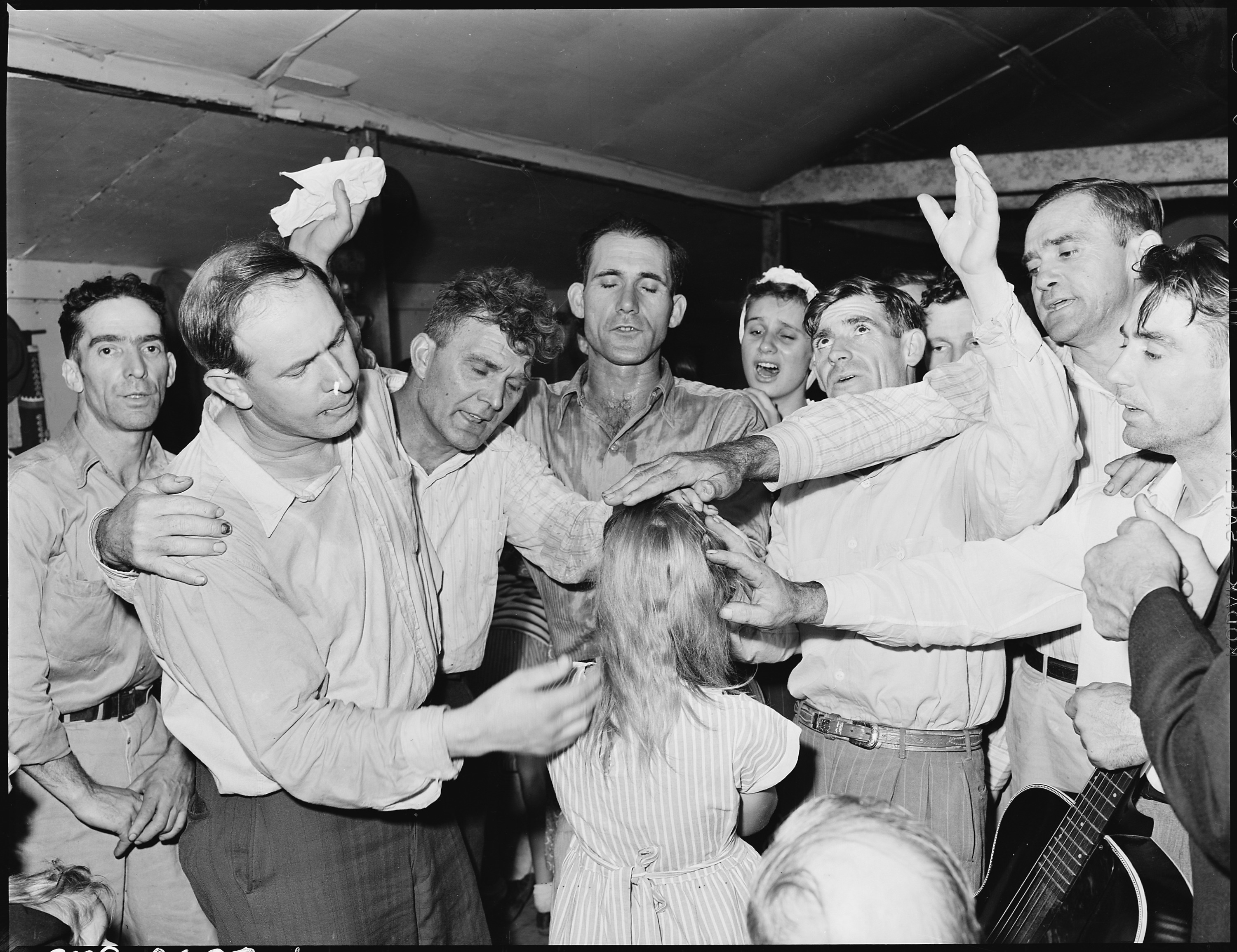
하나님의 오순절 교회 회원들이 켄터키주 르주니어에서 소녀를 위해 기도하는 모습. 1946년.

오순절주의자들이 보수적인 개신교인들과 많은 기본적인 가정을 공유했음에도 불구하고, 초기 오순절주의자들은 기독교 근본주의자들로부터 거부당했는데, 이들은 은사중단론을 고수했다. 1928년 세계 기독교 근본주의자 협회는 오순절주의를 "광신적"이고 "성경적이지 않다"고 낙인찍었다. 1940년대 초까지 오순절주의자들에 대한 이러한 거부는 "새로운 복음주의"의 지도자들과의 새로운 협력으로 이어졌고, 미국 오순절주의자들은 1942년 복음주의 협회 설립에 참여했다. 오순절 교단들은 1947년에 설립된 오순절 세계 연맹을 통해 국가적 및 국제적 수준에서 서로 교류하기 시작했다.
1940년대에 오순절주의자들이 복음주의자들 사이에서 수용되기 시작했지만, 이전 10년은 영적인 건조함의 시기로 널리 인식되었는데, 치유와 다른 기적적인 현상들이 운동의 초기 수십 년보다 덜 만연한 것으로 여겨졌다. 이러한 환경에서 후기 비 운동이 북미에서 시작되어 1940년대 후반 전 세계로 확산되었는데, 이는 제2차 세계 대전 이후 오순절주의에 가장 중요한 논란이었다. 후기 비 지도자들은 사도들이 이끄는 오중 사역의 회복을 가르쳤다. 이 사도들은 안수례를 통해 영적 은사를 부여할 수 있다고 믿었다. 초기 오순절 부흥 운동의 저명한 참여자들, 예를 들어 스탠리 프로드샴과 레위 페트루스는 초기 오순절주의와의 유사성을 언급하며 이 운동을 지지했다. 그러나 오순절 교단들은 이 운동에 비판적이었고 그 많은 관행을 비성경적이라고 비난했다. 교단과의 갈등의 한 가지 이유는 후기 비 추종자들의 종파주의였다. 많은 자율적인 교회들이 이 부흥 운동에서 탄생했다.
오순절주의 내에서 동시에 발전한 것은 전후 신유 부흥 운동이었다. 윌리엄 브래넘, 오럴 로버츠, 고든 린제이, T. L. 오스본과 같은 치유 복음주의자들이 이끈 신유 부흥 운동은 오순절주의자들뿐만 아니라 비오순절주의자들 사이에서도 추종자를 얻었다. 이들 비오순절주의자들 중 다수는 이러한 사역을 통해 성령세례를 받았다. 후기 비 운동과 신유 부흥 운동은 1960년대와 1970년대의 많은 은사 운동 지도자들에게 영향을 미쳤다.

### 1960년–현재

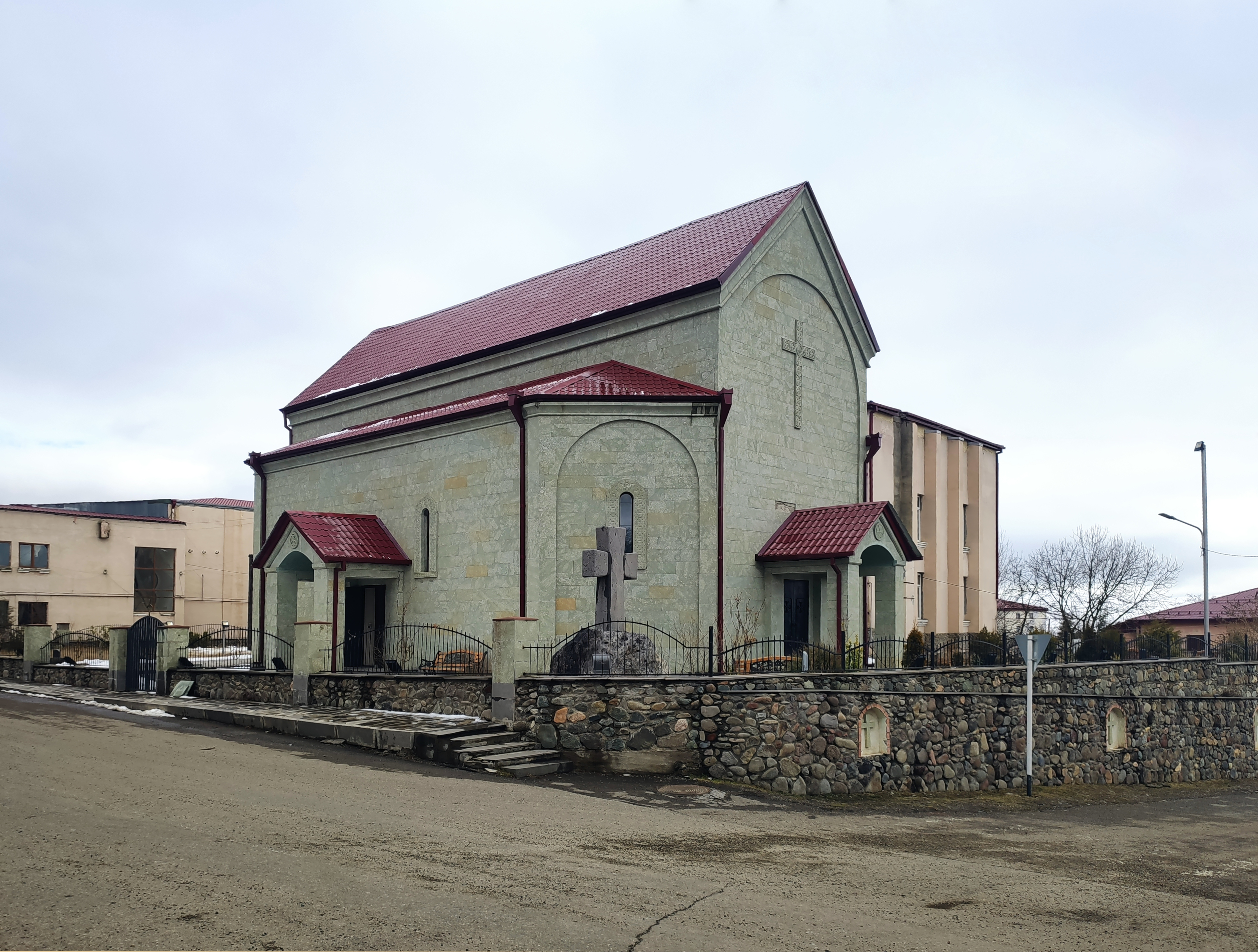
조지아의 드마니시 오순절 교회

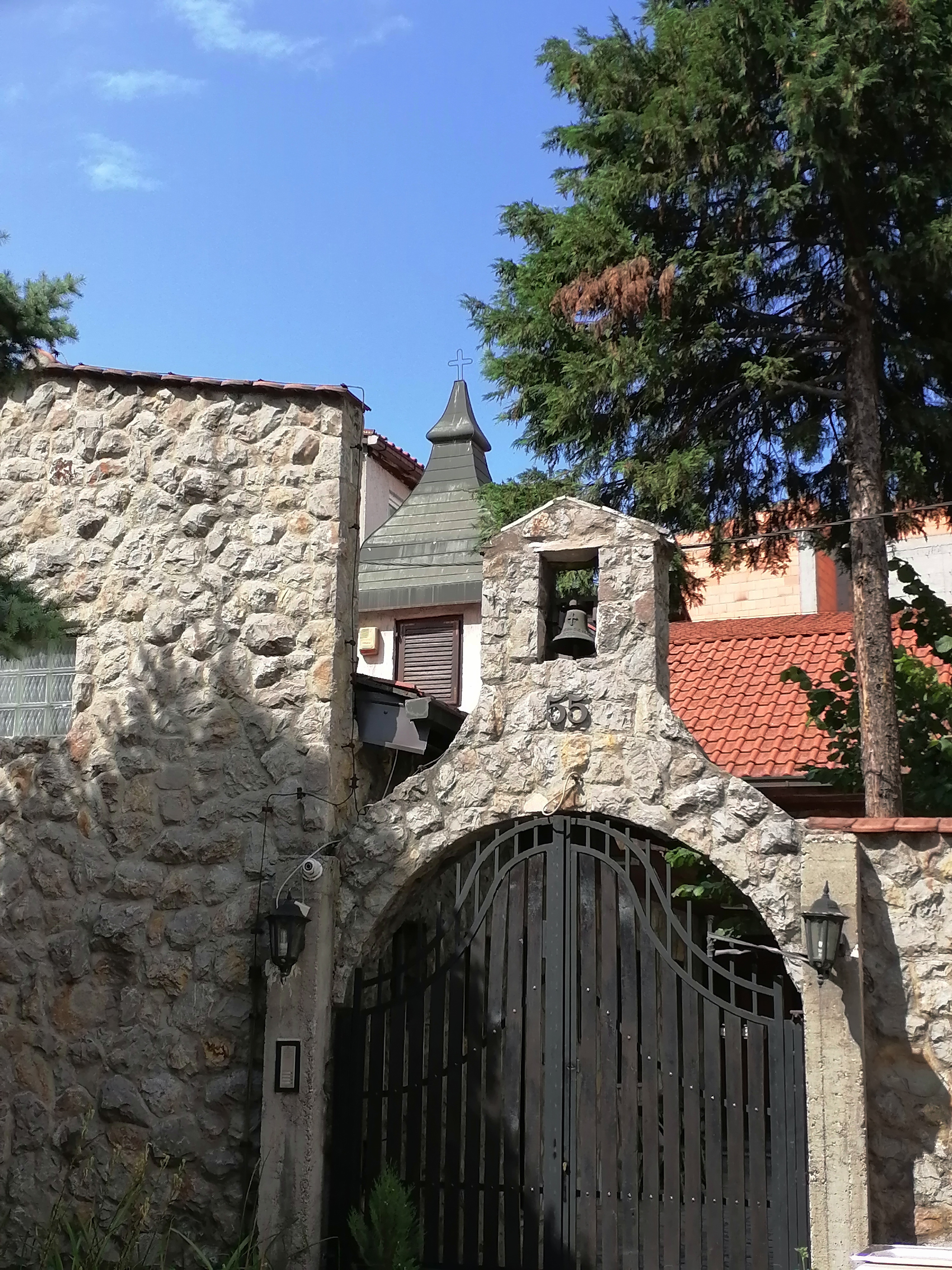
세르비아 베오그라드의 오순절 교회.

1960년대 이전에는 성령세례를 경험한 대부분의 비오순절 기독교인들은 그들의 경험을 보통 사적인 문제로 간주하거나, 그 후에 오순절 교회에 합류했다. 1960년대에는 미국, 유럽 및 세계 다른 지역의 주류 교회에서 성령세례를 받은 많은 기독교인들이 그들의 전통적인 교회에 남아 영적 갱신을 위해 일하기를 선택하는 새로운 패턴이 나타났다. 이는 처음에 신오순절주의(기존의 고전적 오순절주의와 대조됨)로 알려졌지만, 결국 은사 운동으로 알려지게 되었다. 은사 운동을 조심스럽게 지지하면서도, 은사주의자들이 춤 금지, 금주 및 담배와 같은 다른 약물 사용 금지, 그리고 외면적 성결 교리에 따른 복장 및 외모 제한과 같은 전통적인 오순절 가르침을 받아들이지 않으면서, 고전적 오순절주의자들은 성령으로 충만하다는 것이 무엇을 의미하는지에 대한 오랜 가정들을 재검토해야 하는 정체성 위기를 겪게 되었다. 은사 운동이 고전적 오순절주의에 미친 자유화 영향은 1960년대 이후로 이러한 금기 사항들이 사라지는 데서 볼 수 있는데, 사도 신앙 교회와 같은 특정 성결 오순절주의 교단들은 이러한 외면적 성결 기준을 유지하고 있다. 이 때문에 고전적 오순절주의자들과 은사주의자들 간의 문화적 차이가 시간이 지남에 따라 줄어들었다. 세계적인 갱신 운동은 이러한 긴장들을 오순절주의의 내재적 특성이자 전 세계 기독교의 특성을 대표하는 것으로 나타낸다.

## 신념

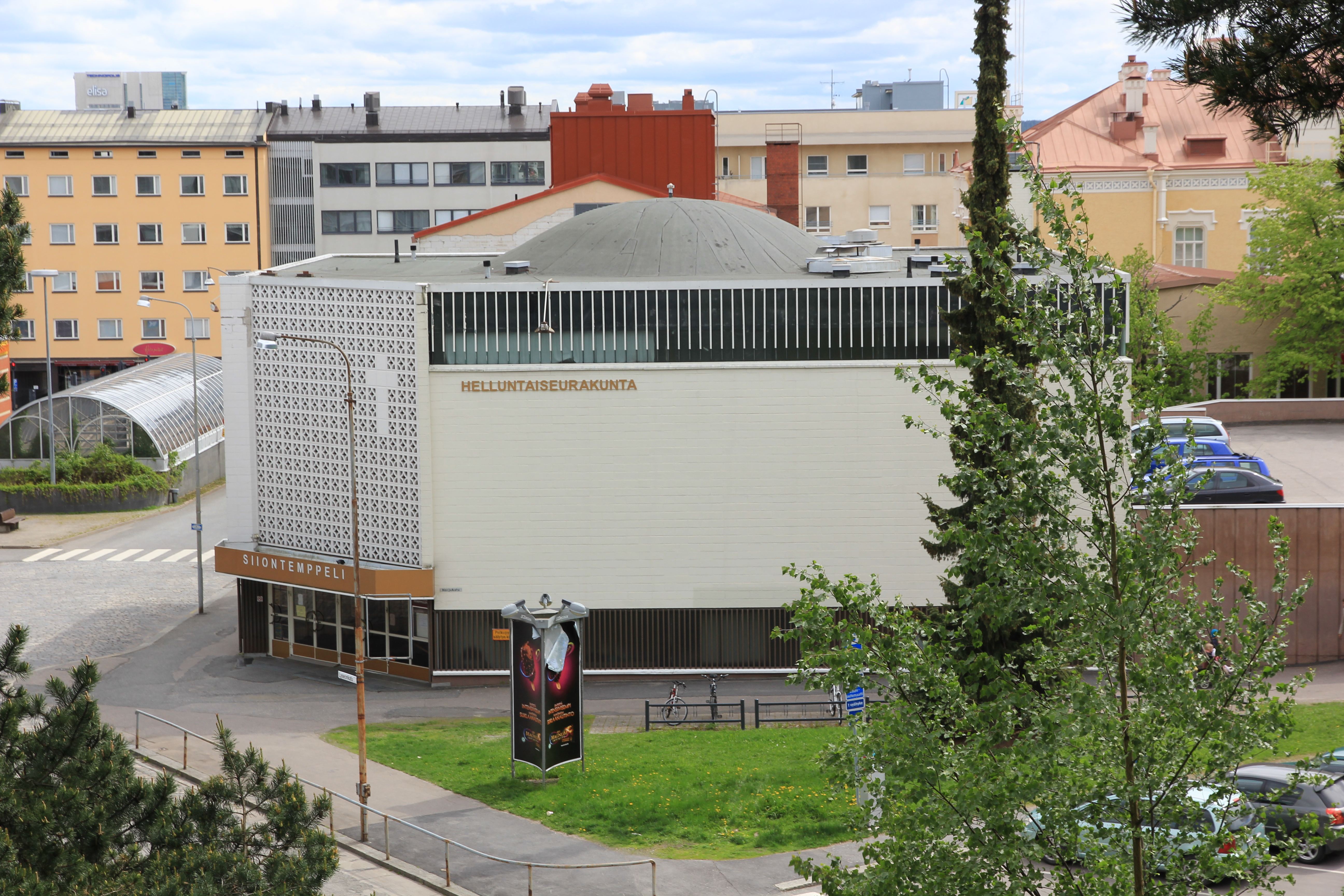
이위배스퀼래에 있는 오순절 교회

오순절주의는 복음주의 신앙으로, 성경의 신뢰성과 예수에 대한 믿음을 통한 개인의 삶의 변화 필요성을 강조한다. 다른 복음주의자들과 마찬가지로, 오순절주의자들은 일반적으로 성경의 신적 영감과 무오류성—성경이 원래 기록된 원본에서는 오류가 없다는 믿음—을 고수한다. 오순절주의자들은 "사중 복음" 또는 "오중 복음"의 가르침을 강조한다. 사중 복음이라는 용어는 오순절주의의 네 가지 근본적인 믿음을 의미한다: 요한복음 3:16에 따라 예수는 구원한다; 사도행전 2:4에 따라 성령으로 세례를 준다; 야고보서 5:15에 따라 육체적으로 치유한다; 그리고 데살로니가전서 4:16–17에 따라 구원받은 자들을 맞이하기 위해 다시 오신다.

### 구원

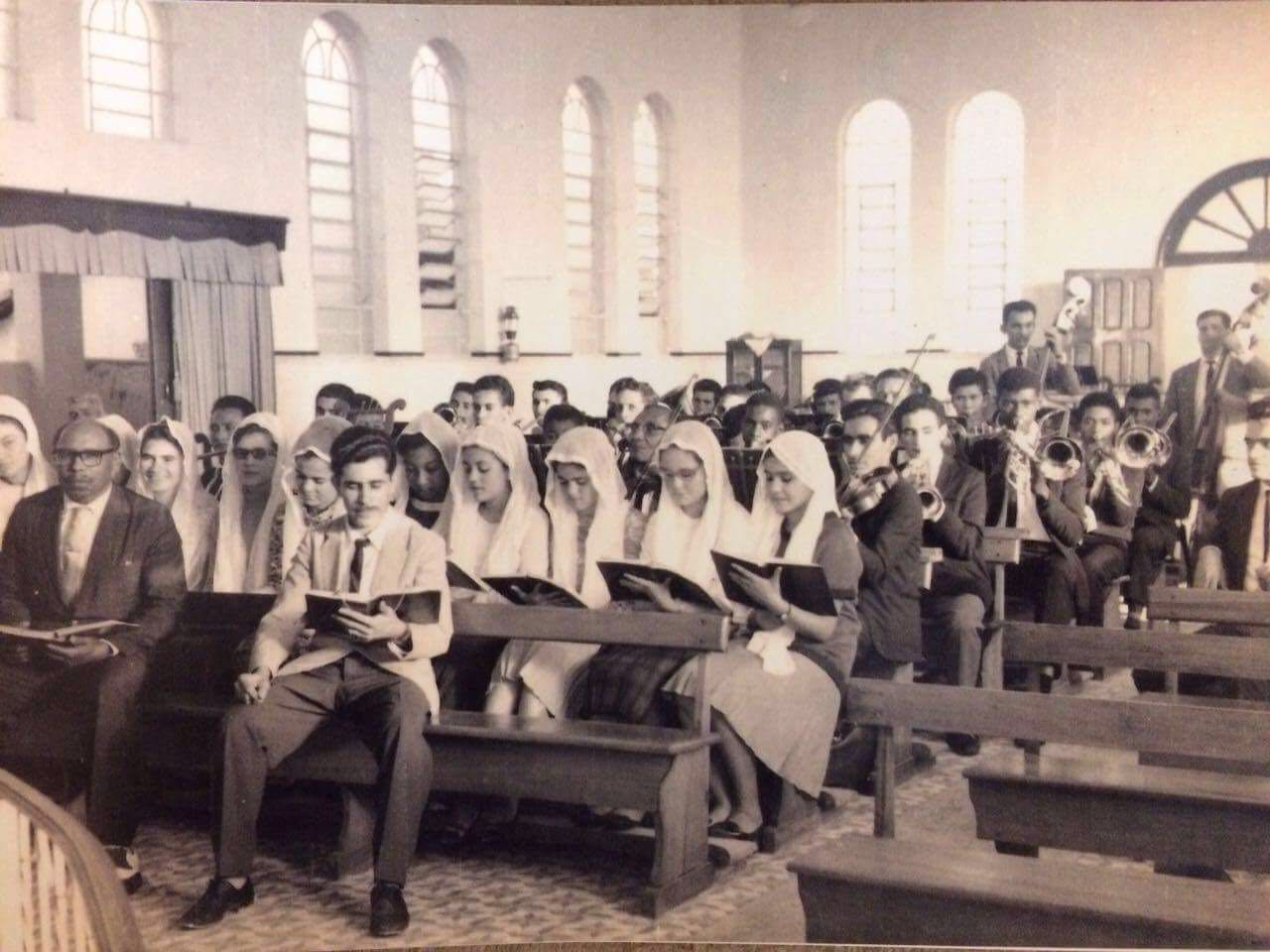
브라질의 기독교 회중 소속 오순절 신자들이 단정한 옷차림과 두건을 착용하고 예배를 드리고 있다.

고전적 오순절주의의 핵심 신념은 예수의 죽음, 장사, 그리고 부활을 통해 죄가 용서되고 인류가 하나님과 화해할 수 있다는 것이다. 이것이 바로 복음 또는 "기쁜 소식"이다. 오순절주의의 근본적인 요구 사항은 거듭나야 한다는 것이다. 새로운 탄생은 주님과 구원자로서의 그리스도에 대한 믿음을 통해 하나님의 은혜로 받는다. 거듭남을 통해 믿는 자는 중생하고, 칭의를 얻고, 하나님의 가족으로 입양되며, 성령의 성화 사역이 시작된다.
고전 오순절주의 구원론은 일반적으로 칼뱅주의보다는 아르미니우스주의적이다. 신자의 안전은 오순절주의 내에서 고수되는 교리이지만, 이 안전은 지속적인 믿음과 회개에 달려 있다. 오순절주의자들은 문자적인 천국과 지옥을 믿는데, 전자는 하나님의 구원의 선물을 받아들인 자들을 위한 것이고 후자는 그것을 거부한 자들을 위한 것이다.
대부분의 오순절주의자들에게는 구원을 받기 위한 다른 요구 사항이 없다. 성령세례와 방언은 일반적으로 요구되지 않지만, 오순절 개종자들은 이러한 경험을 추구하도록 보통 격려된다. 주목할 만한 예외는 예수의 이름 오순절주의인데, 그 대부분의 추종자들은 물 세례와 성령세례 모두 구원의 필수적인 구성 요소라고 믿는다.

### 성령세례
오순절주의자들은 신약성경에 나오는 "세례"라는 단어의 세 가지 다른 용도를 식별한다.
- 그리스도의 몸 안으로의 세례: 이는 구원을 의미한다. 그리스도를 믿는 모든 신자는 세례를 통해 그리스도의 몸인 교회에 속하게 된다. 성령은 행위자이며, 그리스도의 몸은 매개체이다.[106]
- 물 세례: 세상에 대해 죽고 그리스도 안에서 사는 것을 상징하는 물 세례는 성령에 의해 이미 이루어진 것, 즉 그리스도의 몸 안으로의 세례를 외적으로 상징적으로 표현하는 것이다.[107]
- 성령세례: 이는 그리스도의 몸 안으로의 세례와는 다른 경험이다. 이 세례에서는 그리스도가 행위자이며, 성령이 매개체이다.[106]

예수 그리스도와 그의 구속 사역이 오순절 신학의 중심에 있지만, 그 구속 사역은 그리스도를 믿는 자들이 누릴 수 있는 성령의 충만함을 제공한다고 믿어진다. 대부분의 오순절주의자들은 사람이 거듭나는 순간, 새로운 신자가 성령의 임재(내주)를 경험한다고 믿는다. 성령이 모든 기독교인 안에 내주하지만, 오순절주의자들은 모든 기독교인이 성령으로 충만함을 추구해야 한다고 믿는다. 성령의 "충만함", "임하심", "내려오심", 또는 "부어지심"은 성령세례라고 불린다. 오순절주의자들은 이를 구원 이후에 발생하는 분명한 경험으로 정의하며, 이를 통해 성령이 신자에게 임하여 특별한 봉사를 위해 기름 붓고 능력을 부여한다. 또한 "하나님의 사랑으로의 세례"라고도 묘사된다.
이 경험의 주요 목적은 기독교 봉사를 위한 능력을 부여하는 것이다. 다른 목적들에는 영적 전쟁을 위한 능력(기독교인은 영적 적과 싸우므로 영적 능력이 필요하다), 넘쳐흐르는 것을 위한 능력(신자가 삶에서 하나님의 임재와 능력을 경험하는 것이 다른 사람들의 삶으로 흘러넘친다), 그리고 능력을 위한 능력(하나님의 지시를 따르고, 박해에 직면하고, 교회의 덕을 세우기 위해 영적 은사를 행사하는 등)이 포함된다.
오순절주의자들은 성령세례가 모든 기독교인에게 가능하다고 믿는다. 죄로부터의 회개와 거듭나는 것은 성령세례를 받기 위한 근본적인 요구 사항이다. 또한 신자의 삶에 하나님을 더 깊이 필요로 한다는 깊은 확신과 하나님 뜻에 자신을 온전히 맡기는 헌신이 있어야 한다. 사도행전에서 믿는 자들이 물 세례를 받기 전에 성령세례를 받은 사례들을 언급하며, 대부분의 오순절주의자들은 성령세례를 받기 위해 기독교인이 물 세례를 받을 필요는 없다고 믿는다. 그러나 오순절주의자들은 성경적 패턴이 "회개, 중생, 물 세례, 그리고 성령 세례"라고 믿는다. 성령세례를 물 세례를 받으면서 받았다고 주장하는 오순절주의 신자들도 있다.
그것은 신자를 채우시겠다는 하나님의 약속에 대한 믿음을 가지고 전 존재를 그리스도께 내어줌으로써 받는다. 신자의 삶에 특정 조건들이 존재한다면, "약한 믿음, 불경한 삶, 불완전한 헌신, 이기적인 동기"와 같이 성령세례를 받는 데 지연을 초래할 수 있다. 이러한 조건이 없는 경우, 오순절주의자들은 구하는 자들이 하나님이 그의 약속을 성취하시리라는 지식 속에서 끊임없는 믿음을 유지해야 한다고 가르친다. 오순절주의자들에게는 신자가 성령으로 충만함을 받는 정해진 방식이 없다. 그것은 기대될 수도 있고 예상치 못하게 올 수도 있으며, 공개적인 기도 중이거나 사적인 기도 중일 수도 있다.
오순절주의자들은 성령세례 이후 특정 결과들을 기대한다. 이들 중 일부는 즉각적인 반면, 다른 일부는 지속적이거나 영구적이다. 대부분의 오순절 교단들은 방언이 경험을 받았다는 즉각적 또는 초기 신체적 증거라고 가르친다. 어떤 이들은 성령의 은사 중 어떤 것이든 성령세례를 받았다는 증거가 될 수 있다고 가르친다. 다른 즉각적인 증거들로는 하나님을 찬양하고, 기쁨을 가지며, 예수에 대해 간증하고자 하는 소망이 있다. 신자의 삶에서 지속적 또는 영구적인 결과들로는 그리스도가 더 위대한 방식으로 영화롭게 되고 나타나며, "영혼에 대한 더 깊은 열정", 불신자들에게 증거할 더 큰 능력, 더 효과적인 기도 생활, 성경에 대한 더 큰 사랑과 통찰력, 그리고 성령의 은사 발현이 포함된다.
웨슬리안 성결 운동의 배경을 가진 성결 오순절주의자들은 역사적으로 방언을 동반하는 성령세례를 새로운 탄생 (첫 번째 은혜의 사역)과 완전 성화교리 (두 번째 은혜의 사역)에 이어지는 세 번째 은혜의 사역이라고 가르친다.
성령세례는 신자의 삶에서 분명한 경험이지만, 오순절주의자들은 이를 성령 충만한 삶을 사는 것의 시작일 뿐이라고 본다. 오순절 가르침은 성령으로 계속 충만하는 것의 중요성을 강조한다. 성령세례는 단 한 번이지만, 신자의 삶을 통해 성령으로 많은 충만함이 있어야 한다.

### 신유
오순절주의는 전인적인 신앙이며, 예수가 치료자라는 믿음은 완전한 복음의 4분의 1을 차지한다. 오순절주의자들은 신유를 믿는 네 가지 주요 이유를 제시한다: 1) 성경에 기록되어 있기 때문에, 2) 예수의 치유 사역이 그의 속죄에 포함되어 있기 때문에 (따라서 신유는 구원의 일부이다), 3) "전체 복음은 전인을 위한 것이다"—영혼, 영혼, 그리고 몸, 4) 질병은 타락의 결과이며 구원은 궁극적으로 타락한 세상을 회복하는 것이다. 오순절 학자 버논 L. 퍼디의 말에 따르면, "죄는 인간의 고통으로 이어지기 때문에, 초대 교회가 그리스도의 사역을 인간의 고통을 완화하는 것으로 이해하는 것은 자연스러운 일이었다. 왜냐하면 그가 죄에 대한 하나님의 해답이었기 때문이다... 하나님과의 교제 회복이 가장 중요한 일이지만, 이 회복은 영적 치유뿐만 아니라 여러 번 육체적 치유로도 이어진다." 오순절 작가이자 교회 역사가 윌프레드 그레이브스 주니어는 자신의 저서 『완전함 추구: 전체인을 위한 하나님의 구원 경험하기』에서 육체적 치유를 구원의 물리적 표현으로 묘사한다.
오순절주의자들에게 영적, 육체적 치유는 그리스도가 재림하여 그의 백성이 타락의 모든 결과로부터 완전히 해방될 미래를 상기시키고 증거하는 역할을 한다. 그러나 기도할 때 모두가 치유를 받는 것은 아니다. 치유를 허락하시거나 보류하시는 분은 하나님의 주권적인 지혜이다. 모두가 치유되지 않는 이유에 대한 일반적인 대답은 다음과 같다: 하나님은 고통을 통해 가르치시며, 치유는 항상 즉각적이지 않으며, 치유가 필요한 사람의 믿음 부족, 그리고 개인의 죄 (그러나 이것이 모든 질병이 개인의 죄로 인한 것은 아님을 의미하지는 않는다). 치유와 기도에 관해 퍼디는 다음과 같이 말한다:
반면에 성경에 따르면 우리가 병들었을 때 우리는 기도를 받아야 하며, 이 장에서 나중에 보겠지만, 하나님의 일반적인 뜻은 치유하는 것인 듯하다. 우리를 치유하는 것이 하나님의 뜻이 아니라고 기대하기보다는, 우리는 믿음으로 기도해야 하며, 하나님이 우리를 돌보시고 그리스도 안에서 우리의 치유를 위해 마련하신 공급이 충분하다는 것을 신뢰해야 한다. 만약 그분이 우리를 치유하지 않으시더라도, 우리는 그분을 계속 신뢰할 것이다. 승리는 여러 번 믿음으로 얻어질 것이다 (히브리서 10:35–36; 요한일서 5:4–5 참조).

오순절주의자들은 기도와 믿음이 치유를 받는 데 핵심적인 역할을 한다고 믿는다. 오순절주의자들은 야고보서 5:13–16과 같은 성경 구절을 통해 치유 기도에 대한 지침을 찾는다. 사람은 자신의 치유를 위해 (13절) 그리고 다른 사람의 치유를 위해 (16절) 기도할 수 있다. 특별한 은사나 성직자의 지위는 필요하지 않다. 14–16절은 회중 치유 기도의 틀을 제공한다. 병든 사람은 교회의 장로들을 불러 기도하고 올리브 기름으로 병자에게 기름을 붓는다는 믿음을 표현한다. 기름은 성령의 상징이다.
기도 외에도 오순절주의자들이 치유를 받을 수 있다고 믿는 다른 방법들이 있다. 한 가지 방법은 마가복음 16:17-18에 근거하며, 믿는 자들이 병든 자에게 손을 얹는 것을 포함한다. 이는 종종 이러한 방식으로 치유하셨던 예수님을 모방하는 것이다. 일부 오순절 교회에서 발견되는 또 다른 방법은 사도행전 19:11-12의 기록에 근거하는데, 사람들은 사도 바울로가 입었던 손수건이나 앞치마를 받았을 때 치유되었다. 이 관행은 Duffield와 Van Cleave의 "오순절 신학의 기초"에 다음과 같이 설명되어 있다.
많은 교회들이 비슷한 패턴을 따랐고, 기도가 행해진 작은 천 조각들을 나누어 주었으며, 때로는 기름이 부어지기도 했다. 이 방법을 통해 가장 놀라운 기적들이 보고되었다. 기도 천 자체에는 미덕이 없지만, 그 사람의 주의를 위대한 의사이신 주님께 향하게 하는 믿음의 행위를 제공하는 것으로 이해된다.

초기 수십 년 동안 오순절주의자들은 약을 복용하거나 의사의 진료를 받는 것을 죄악시했다. 시간이 지나면서 오순절주의자들은 약과 의사 방문에 대한 견해를 완화했지만, 소수의 오순절 교회는 여전히 기도와 신유에만 의존한다. 예를 들어, 영국 의사들은 소수의 오순절 HIV 환자들이 약 복용을 중단하도록 권장받았고, 부모들은 자녀에게 약을 주지 말라는 말을 들었다고 보고했는데, 이는 생명을 위험에 빠뜨리는 경향이다.

### 종말론
복음의 마지막 요소는 예수님이 "곧 오실 왕"이라는 것이다. 오순절주의자들에게 "모든 순간은 종말론적"이다. 왜냐하면 언제든지 그리스도가 다시 오실 수 있기 때문이다. 이러한 "개인적이고 임박한" 재림은 오순절주의자들에게 개인적인 성결, 예배를 위한 모임, 신실한 기독교 봉사, 복음 전도(개인적 및 전 세계적)를 포함한 실제적인 기독교 생활의 동기가 된다. 전 세계적으로, 종말에 대한 오순절주의자들의 태도는 예언 하위문화에 대한 열정적인 참여에서부터 완전한 무관심, 그리고 최근에는 하나님의 왕국이 회복될 것이라는 낙관적인 믿음에 이르기까지 다양하다.
그러나 역사적으로 그들은 환난 전 휴거론을 믿는 전천년 세대주의였다. 환난 전 휴거론은 1830년대에 존 넬슨 다비에 의해 광범위하게 대중화되었고, 20세기 초 미국에서 스코필드 관주성경의 광범위한 배포로 더욱 대중화되었다.

### 영적 은사
오순절주의자들은 은사계속론자이다. 즉, 그들은 고린도전서 12:4–11, 12:27–31, 로마서 12:3–8, 에베소서 4:7–16에 나오는 기적적이거나 "표징적인 은사"를 포함한 모든 영적 은사가 현재 교회 안에서 계속 작동한다고 믿는다. 오순절주의자들은 성령의 은사들을 성령의 열매와 관련시켜 생각한다. 성령의 열매는 거듭남과 그리스도 안에 계속 거하는 것의 결과이다. 영적 성품은 나타나는 열매에 의해 평가된다. 영적 은사들은 성령세례의 결과로 받는다. 성령께서 자유롭게 주시는 은사들이므로, 그것들을 얻거나 받을 자격이 없으며, 영적 삶이나 성숙도를 평가하는 적절한 기준이 아니다. 오순절주의자들은 바울의 성경 기록에서 성품과 능력 모두를 가지고 사랑 안에서 은사를 행사하는 것을 강조하는 것을 본다.
열매가 모든 기독교인의 삶에 분명히 나타나야 하듯이, 오순절주의자들은 성령으로 충만한 모든 믿는 자에게 영의 나타남을 위한 어떤 능력이 주어진다고 믿는다. 은사의 행사는 은사를 받은 사람의 것이 아니라 영의 나타남으로 간주되며, 은사들이 사람들을 통해 작동하지만, 그것들은 주로 교회에 주어진 은사들이다. 그것들은 그리스도의 몸에 영적 유익과 덕을 세울 때만 가치 있다. 오순절 저술가들은 신약성경의 영적 은사 목록이 ис ис ис exhaustive 것 같지 않다고 지적한다. 일반적으로 교회에는 유용한 사역과 기능이 있는 만큼 많은 은사들이 있다고 믿어진다. 영적 은사는 종종 다른 은사와 협력하여 행사된다. 예를 들어, 오순절 교회 예배에서 방언의 은사가 행사된 후 통변의 은사가 작동할 수 있다.
오순절주의자들에 따르면, 영의 모든 나타남은 교회의 판단을 받아야 한다. 이는 부분적으로 영 분별의 은사에 의해 가능해지는데, 영 분별의 은사는 영적 나타남의 근원(성령으로부터 온 것인지, 악한 영으로부터 온 것인지, 아니면 인간의 영으로부터 온 것인지)을 분별하는 능력이다. 오순절주의자들이 교회 안에서 모든 영적 은사가 현재 작동한다고 믿지만, 이 은사들 중 일부에 대한 그들의 가르침은 다른 은사들보다 더 많은 논란과 관심을 불러일으켰다. 은사들을 묶는 여러 가지 방법이 있다. W. R. 존스는 세 가지 범주를 제안한다: 조명 (지혜의 말씀, 지식의 말씀, 영 분별), 행동 (믿음, 기적 행함, 신유의 은사) 및 의사소통 (예언, 방언, 방언 통역). 더필드와 반 클리브는 두 가지 범주를 사용한다: 음성 은사와 능력 은사.

#### 음성 은사
예언, 방언, 방언 통역, 지혜와 지식의 말씀 은사들을 음성 은사라고 부른다. 오순절주의자들은 영적 은사, 특히 음성 은사의 올바른 사용에 대한 지침을 위해 고린도전서 14장을 참조한다. 오순절주의자들은 예언이 선호되는 음성 은사라고 믿는데, 이는 고린도전서 14장에서 파생된 견해이다. 일부는 방언이 통역될 때 방언의 은사가 예언의 은사와 동등하다고 가르친다. 예언적이고 방언적 발언은 하나님의 말씀 선포를 대체하거나 교리와 교리를 결정하는 최종 권위인 기록된 하나님의 말씀과 동등하거나 이를 능가하는 것으로 간주되어서는 안 된다.

##### 지혜의 말씀과 지식의 말씀
오순절주의자들은 지혜의 말씀과 지식의 말씀을 성령에 의한 지혜와 지식의 초자연적인 계시로 이해한다. 지혜의 말씀은 성령이 성경적 지혜를 기독교 공동체가 직면한 특정 상황에 적용하는 계시로 정의된다. 지식의 말씀은 종종 한 사람이 하나님이 현재 다른 사람의 삶에서 무엇을 하고 있거나 할 의향이 있는지 아는 능력으로 정의된다.

##### 예언
오순절주의자들은 오직 성경이라는 개신교 원칙에 동의한다. 성경은 "믿음과 실천의 충분한 모든 규칙"이며, "확정되고, 완성되었으며, 객관적인 계시"이다. 성경의 권위에 대한 이러한 높은 존중과 함께, 예언의 은사가 교회 안에서 계속 작동한다고 믿는다. 오순절 신학자 더필드와 반 클리브는 예언의 은사를 다음과 같이 묘사했다: "일반적으로 예언의 은사 운용에서 성령은 믿는 자에게 미리 계획된 말을 말하게 하지 않고, 교회의 덕을 세우고 격려하며, 신실한 순종과 봉사를 고취하고, 위로와 위안을 가져오기 위해 성령이 자발적으로 공급하는 말을 말하도록 강력하게 기름 붓는다."
오순절 신학에 따르면, 성령으로 충만한 모든 기독교인은 다른 모든 은사와 마찬가지로 예언할 잠재력을 가지고 있다. 때로는 예언이 설교와 겹칠 수도 있는데, "성령께서 미리 계획되지 않은 위대한 진리나 적용을 제공하거나, 기도 중에 특별한 계시가 미리 주어지고 전달할 때 권능이 부여되는 경우"이다.
예언적 발언이 때때로 미래의 사건을 예언할 수도 있지만, 이것은 오순절 예언의 주요 목적이 아니며 개인적인 지도를 위해 사용되어서는 안 된다. 오순절주의자들에게 예언적 발언은 오류 가능성이 있다. 즉, 오류가 있을 수 있다. 오순절주의자들은 신자들이 그 발언이 자신과 지역 교회에 덕을 세우는 가치를 가지고 있는지 분별해야 한다고 가르친다. 예언은 다른 기독교인들의 판단과 분별의 대상이기 때문에, 대부분의 오순절주의자들은 예언적 발언은 결코 1인칭으로 ("나, 주님이") 말해서는 안 되며 항상 3인칭으로 ("주님이 말씀하시기를" 또는 "주님께서 원하시기를") 말해야 한다고 가르친다.

##### 방언과 통역

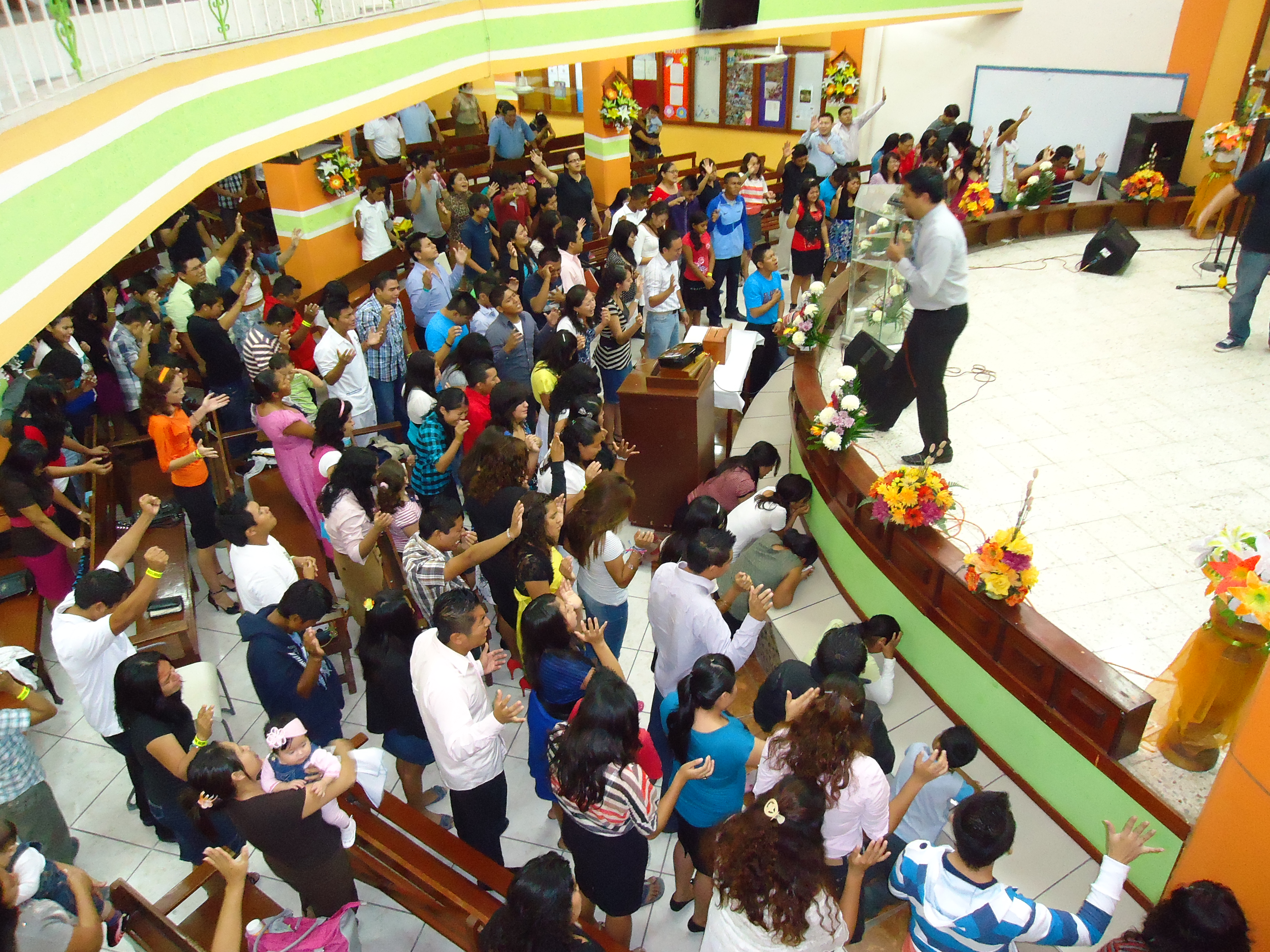
캉쿤에 있는 하나님의 성회 교회에서 방언으로 기도하는 오순절 교인들.

영적 경험을 하는 오순절 신자는 유창하고 이해할 수 없는 발언(글로솔랄리아)을 하거나 이전에 알지 못했던 자연어(제노글로시)를 말할 수 있다. 흔히 "방언 말하기"라고 불리는 이 발성 현상은 오순절주의자들이 무한한 다양한 언어를 포함한다고 믿는다. 오순절 신학에 따르면, 말하는 언어는 (1) 성경이 오순절에 일어났다고 주장하는 것처럼 배우지 않은 인간 언어일 수도 있고, (2) 하늘(천사)의 기원일 수도 있다. 첫 번째 경우, 방언은 구원받지 못한 자들에게 증거가 되는 표징으로 작용할 수 있다. 두 번째 경우, 방언은 마음이 초월되고 "방언으로 말하는 자가 하나님께 말하고, 신비를 말하며, ... 아무도 그를 이해하지 못하는" 상태에서 찬양과 기도를 위해 사용된다.
오순절주의 내에서는 방언이 두 가지 기능을 한다고 믿어진다. 방언은 세 번째 은혜의 사역인 성령세례의 초기 증거로서, 그리고 개인 기도에서는 영적 은사로서의 방언과는 다른 목적을 가진다. 초기 증거 지지자들에 따르면, 성령으로 충만한 모든 신자들은 성령세례를 받을 때 방언을 말할 것이며, 그 이후로는 미지의 방언으로 하나님께 기도하고 찬양할 수 있을 것이다. 이러한 형태의 방언 말하기는 많은 오순절주의자들의 개인적인 일상적인 경건 생활의 중요한 부분을 형성한다. 이렇게 사용될 때, 그것은 "기도 언어"라고 불리는데, 이는 신자가 다른 사람들과 소통하기 위한 목적이 아니라 "영혼과 하나님 사이의 소통"을 위해 미지의 언어로 말하기 때문이다. 그 목적은 개인의 영적 성장을 위한 것이다. 오순절주의자들은 기도에서의 방언의 사적인 사용(즉, "영 안에서 기도")이 "기도 생활의 심화와 인격의 영적 발달을 촉진한다"고 믿는다. 로마서 8:26–27에서 오순절주의자들은 성령이 방언을 통해 신자들을 위해 중보한다고 믿는다. 즉, 신자가 미지의 방언으로 기도할 때, 성령이 초자연적으로 신자의 기도를 인도하고 있다고 믿는다.
기도 언어 외에도 방언은 방언 은사로도 기능한다. 모든 성령 충만한 신자들이 방언 은사를 소유하는 것은 아니다. 그 목적은 은사 받은 사람들이 공개적으로 "찬양으로 하나님과 말하고, 영으로 기도하거나 노래하며, 또는 회중에게 말하는 것"이다. 방언 은사와 예언의 관계에 대해 오순절주의자들 사이에는 의견 차이가 있다. 한 학파는 방언 은사가 항상 사람에서 하나님께로 향한다고 믿는데, 이 경우 항상 하나님께 드리는 기도나 찬양이지만, 온 회중이 듣도록 격려와 위로를 위한 것이다. 다른 학파는 방언 은사가 예언적일 수 있다고 믿는데, 이 경우 신자는 회중에게 "방언 메시지"—성령의 영향 아래 주어진 예언적 발언—를 전달한다.
그러나 예언적이든 아니든, 오순절주의자들은 알려지지 않은 방언으로 된 모든 공개적인 발언은 모인 기독교인들의 언어로 통역되어야 한다는 데 동의한다. 이는 통역의 은사에 의해 이루어지며, 이 은사는 메시지를 처음 전달한 동일한 개인(그에게 통역 은사가 있는 경우) 또는 필요한 은사를 가진 다른 개인에 의해 행사될 수 있다. 방언 은사를 가진 사람이 통역 은사를 가진 사람이 있는지 확실하지 않고 스스로 발언을 통역할 수 없다면, 그 사람은 말해서는 안 된다. 오순절주의자들은 방언 은사를 가진 사람들은 통역 은사를 위해 기도해야 한다고 가르친다. 오순절주의자들은 통역이 방언 발언의 문자 그대로의 단어 대 단어 번역일 것을 요구하지 않는다. 오히려 "통역"이라는 단어가 의미하는 바와 같이, 오순절주의자들은 발언의 의미에 대한 정확한 설명을 기대한다.
방언의 은사 외에도 오순절주의자들은 공동체 모임에서 글로솔랄리아를 찬양과 숭배의 한 형태로 사용할 수 있다. 오순절주의자들은 교회 예배에서 방언으로 소리 내어 기도하는 동안 다른 사람들은 모인 기독교인들의 공용 언어로 동시에 기도할 수 있다. 이러한 글로솔랄리아의 사용은 허용 가능한 기도 형태로 간주되므로 통역이 필요하지 않다. 회중은 또한 방언으로 함께 노래할 수 있는데, 이는 "영으로 노래하기"로 알려진 현상이다.
방언은 오순절 기독교인들 사이에서 보편적인 현상이 아니다. 2006년 퓨 리서치 센터가 10개국을 대상으로 실시한 설문조사에서 미국 오순절 교인 중 49%, 브라질 50%, 남아프리카 41%, 인도 54%가 방언을 "전혀" 말하거나 기도하지 않는다고 답했다.

#### 능력 은사
능력의 은사는 발언을 수반하지 않는다는 점에서 음성 은사와 구별된다. 이 범주에는 믿음의 은사, 신유의 은사, 그리고 기적의 은사가 포함된다. 믿음의 은사(때로는 "특별한" 믿음이라고도 불림)는 "구원하는 믿음" 및 일반적인 기독교 믿음과는 정도와 적용에서 다르다. 이러한 유형의 믿음은 "특별한 위기나 기회의 시기에" 특정 개인에게만 부여되는 성령의 발현이며, "모든 것을 압도하는 신적인 확실성"으로 그들을 충만하게 한다. 때로는 "기적의 믿음"이라고도 불리며, 다른 두 능력 은사의 작동에 근본적이다.

### 삼위일체론과 단일론
1910년대, 완결된 사역 오순절 운동은 신격의 본질을 놓고 삼위일체론과 단일론이라는 두 진영으로 분열되었다. 단일론 교리는 삼위일체 교리를 다신론으로 간주했다.
대부분의 오순절 교단들은 삼위일체 교리를 믿으며, 이는 그들에게 기독교 정통주의로 간주된다. 여기에는 성결 오순절주의자와 완결된 사역 오순절주의자가 포함된다. 단일오순절주의자들은 하나님에 대한 단일론 신학을 믿는 비삼위일체론 기독교인들이다.
단일론 신학에서는 신격이 하나의 실체로 연합된 세 위격이 아니라, 세 가지 다른 방식으로 자신을 드러내는 한 분 하나님이다. 따라서 하나님은 창조 안에서 우리의 아버지로서 인류와 관계를 맺으시고, 성육신하신 예수 그리스도의 아들로서 인간의 형태로 자신을 나타내시며 (디모데전서 3:16), 신자의 삶에서 활동하심으로써 성령이시다 (요한복음 4:24). 단일 오순절주의자들은 예수가 하나님의 이름이라고 믿으며, 따라서 사도들이 행한 대로 예수 그리스도의 이름으로 세례를 베풀어 (사도행전 2:38) 대사명 (마태복음 28:19)에서 예수 그리스도가 남긴 지시를 이행한다고 믿으며, 예수가 우리가 구원받아야 할 인류에게 주어진 유일한 이름이라고 믿는다 (사도행전 4:12).
단일론 교리는 양태론의 한 형태로 간주될 수 있는데, 이는 로마 가톨릭교회와 다른 삼위일체 교단들이 이단으로 간주했던 고대의 가르침이다. 이와 대조적으로, 삼위일체론적 오순절주의자들은 삼위일체 교리를 고수한다. 즉, 신격은 단순히 역사상의 다른 시점에서 나타난 하나님의 세 가지 양태나 칭호로만 보는 것이 아니라, 서로 영원히 함께 존재하며 하나의 실체로 연합된 세 명의 완전히 구별된 인격으로 구성된다고 믿는다. 아들은 영원 전부터 존재하며 예수로 화신하였고, 마찬가지로 성령도 영원 전부터 존재하며, 둘 다 영원한 성부와 영원 전부터 함께 존재한다.

## 예배

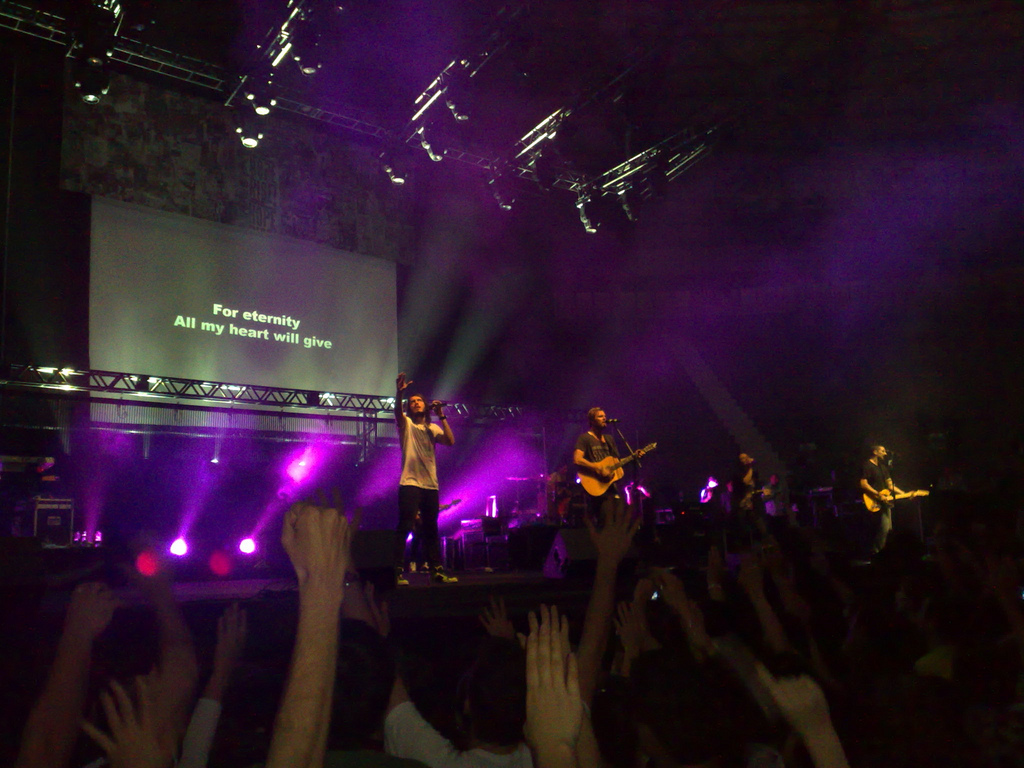
현대 예배 음악으로 잘 알려진 호주 시드니의 오순절 메가처치인 힐송 교회.

전통적인 오순절 숭배는 "기도, 노래, 설교, 성령의 은사 운용, 제단 중보, 헌금, 공지, 간증, 특별 음악, 성경 읽기, 그리고 가끔 주의 만찬으로 구성된 종합"으로 묘사된다. 러셀 P. 스피틀러는 오순절 영성을 지배하는 다섯 가지 가치를 식별했다. 첫째는 개인적인 경험으로, 신자의 삶에서 성령의 개인적인 사역을 강조한다. 둘째는 구술성으로, 이는 오순절주의가 비문해 문화권에서 복음 전도에 성공한 이유를 설명할 수 있는 특징이다. 셋째는 자발성이다. 오순절 회중 구성원들은 성령의 인도하심을 따를 것으로 기대되며, 이는 때때로 예측할 수 없는 예배로 이어진다. 오순절 영성을 지배하는 넷째 가치는 "타계적 세계관" 또는 금욕주의였는데, 이는 부분적으로 오순절 종말론에 의해 형성되었다. 마지막 다섯째 가치는 성경적 권위에 대한 헌신이었으며, 오순절주의자들의 많은 독특한 관행은 성경을 문자적으로 해석한 것에서 비롯된다.
자발성은 오순절 예배의 특징적인 요소이다. 특히 운동 초기 역사에는 누구든지 노래, 후렴, 영적 은사를 시작할 수 있었다. 오순절주의가 더욱 조직화되고 형식화되어 예배에 대한 통제가 강화되었지만, 자발성 개념은 운동 내에서 중요한 위치를 유지했으며, "거룩한 롤러"와 같은 경멸적인 고정관념을 계속해서 형성하고 있다. 데살로니가전서 5:19에서 유래한 "성령을 소멸치 말라"는 구절은 흔히 사용되며, 오순절 자발성 뒤에 있는 생각을 잘 포착한다.
기도는 오순절 예배에서 중요한 역할을 한다. 글로솔랄리아이든 모국어이든 또는 이 둘의 혼합이든 간에 공동의 구두 기도는 흔하다. 기도하는 동안 개인은 기도 필요한 사람에게 손을 얹을 수도 있고, 성경적 명령에 따라 손을 들어 올릴 수도 있다 (디모데전서 2:8). 손을 들어 올리는 것(이는 고대의 오랑 자세의 부활이다)은 오순절 예배 관행 중 더 넓은 기독교 세계에 널리 채택된 예시 중 하나이다. 오순절 음악과 전례 관행은 현대 예배 음악 경향을 형성하는 데도 영향력 있는 역할을 했으며, 크리스 탐린, 마이클 W. 스미스, 잭 윌리엄스, 달린 첵, 맷 매허, 필 윅햄, 그레이스 라슨, 돈 모엔과 같은 예술가들과 힐송 워십, 베델 워십, 지저스 컬쳐, 소버린 그레이스 음악과 같은 밴드들의 선도적인 기독교 음악 제작자들에 의해 대중화되었다.

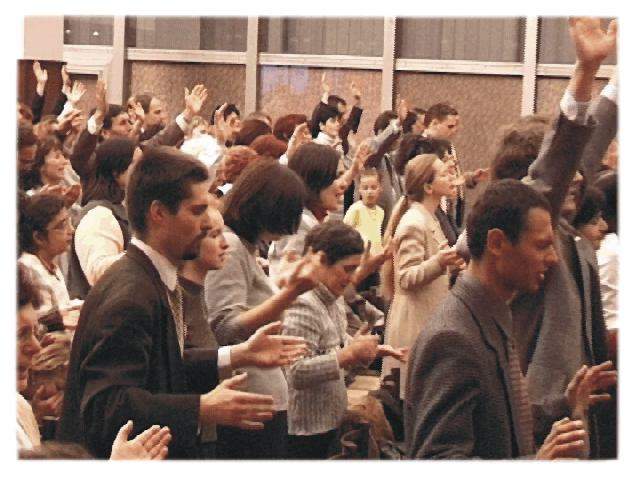
슬로바키아에서 예배하는 오순절 교인들.

몇몇 자발적인 관행은 오순절 예배의 특징이 되었다. "영 안에서 쓰러짐" 또는 "권능 아래 쓰러짐"은 사람이 기도받는 동안 기절하는 것처럼 뒤로 넘어지는 엎드림의 한 형태이다. 때로는 방언 기도와 함께 이루어지기도 하고, 다른 때는 사람이 침묵하기도 한다. 이는 "하나님의 임재에 대한 압도적인 경험"에 의해 발생한다고 오순절주의자들은 믿으며, 오순절주의자들은 이 자세로 성령세례를 받기도 한다. 또 다른 자발적인 관행은 "영 안에서 춤추기"이다. 이는 사람이 좌석을 떠나 "주변 사람이나 물건에 부딪히지 않고 눈을 감고 자발적으로 '춤추는'" 것이다. 이는 예배자가 "하나님의 임재에 너무나 황홀하여 영이 육체적 움직임뿐만 아니라 영적, 감정적 존재까지 통제한다"고 설명된다. 오순절주의자들은 사무엘기하 6장에서 다윗이 여호와 앞에서 춤을 춘 것에서 예배 중 춤을 추는 성경적 선례를 찾는다. 비슷한 현상을 종종 "통로 달리기"라고 부른다. "여리고 행진"(여호수아기 6:1–27에서 영감을 얻음)은 높은 열정의 시기에 발생하는 축하적인 관행이다. 회중 구성원들이 자발적으로 좌석을 떠나 통로를 걸으며 다른 구성원들을 초대한다. 결국, 예배자들이 노래와 큰 찬양과 환호 소리로 행진하면서 회의 공간 주변에 완전한 원형이 형성된다. 일부 오순절 교회에서 발견되는 또 다른 자발적인 발현은 예배자들이 통제할 수 없이 웃는 성스러운 웃음이다. 일부 오순절 교회에서는 이러한 자발적인 표현이 주로 부흥 예배(특히 텐트 집회와 캠프 미팅에서 발생하는 예배)나 특별 기도회에서 발견되며, 주일 예배에서는 드물거나 존재하지 않는다.

### 성례전
다른 기독교 교회들과 마찬가지로, 오순절주의자들은 신약성경에서 예수님이 모범과 명령으로 제정하신 특정 의식이나 예식이 있다고 믿는다. 오순절주의자들은 이러한 의식을 일반적으로 의식이라고 부른다. 많은 기독교인들은 이것들을 성사라고 부르지만, 오순절주의자들과 다른 일부 개신교인들은 의식을 은혜를 부여하는 것으로 보지 않기 때문에 이 용어를 일반적으로 사용하지 않는다. 대신 성례전의식이라는 용어가 사용되는데, 이는 은혜가 집전자보다는 집례자로부터 직접 하나님에게서 회중에게 전달되며 집전자는 매개체나 대리자 역할을 하는 것이 아니라 단지 촉진하는 역할을 한다는 독특한 믿음을 나타낸다.
물 세례 의식은 이미 일어난 내적 회심의 외적 상징이다. 따라서 대부분의 오순절 단체는 신자 세례를 침례로 행한다. 대부분의 오순절주의자들은 세례를 구원에 필수적인 것으로 보지 않으며, 마찬가지로 대부분의 오순절주의자들은 삼위일체론자이며 전통적인 삼위일체 세례 공식을 사용한다. 그러나 단일 오순절주의자들은 세례를 구원 경험의 필수적이고 필요한 부분으로 보며, 비삼위일체론자로서 전통적인 세례 공식 사용을 거부한다. 단일 오순절주의 세례 신념에 대한 더 자세한 정보는 통계 및 교단에 대한 다음 섹션을 참조하라.
성찬 또는 주의 만찬 의식은 최후의 만찬에서 예수님께서 직접 명하신 것으로, 그를 기념하기 위해 행해진다. 전통적으로 금주 운동을 지지하는 오순절 교단들은 성찬의 일부로 와인 사용을 거부하고 대신 포도 주스를 사용한다.
일부 오순절 교단에서는 고린도전서 11:4-13에 대한 순종으로 여성 머리 가리개 의식을 지킨다.
세족식도 일부 오순절주의자들에게는 의식으로 지켜진다. 요한복음 13:14–17에서 예수님이 제자들의 발을 씻기면서 겸손을 보여주셨기 때문에 "겸손의 의식"으로 간주된다. 다른 오순절주의자들은 이를 의식으로 간주하지 않지만, 여전히 이 관행의 영적 가치를 인정할 수 있다.

## 통계 및 교단

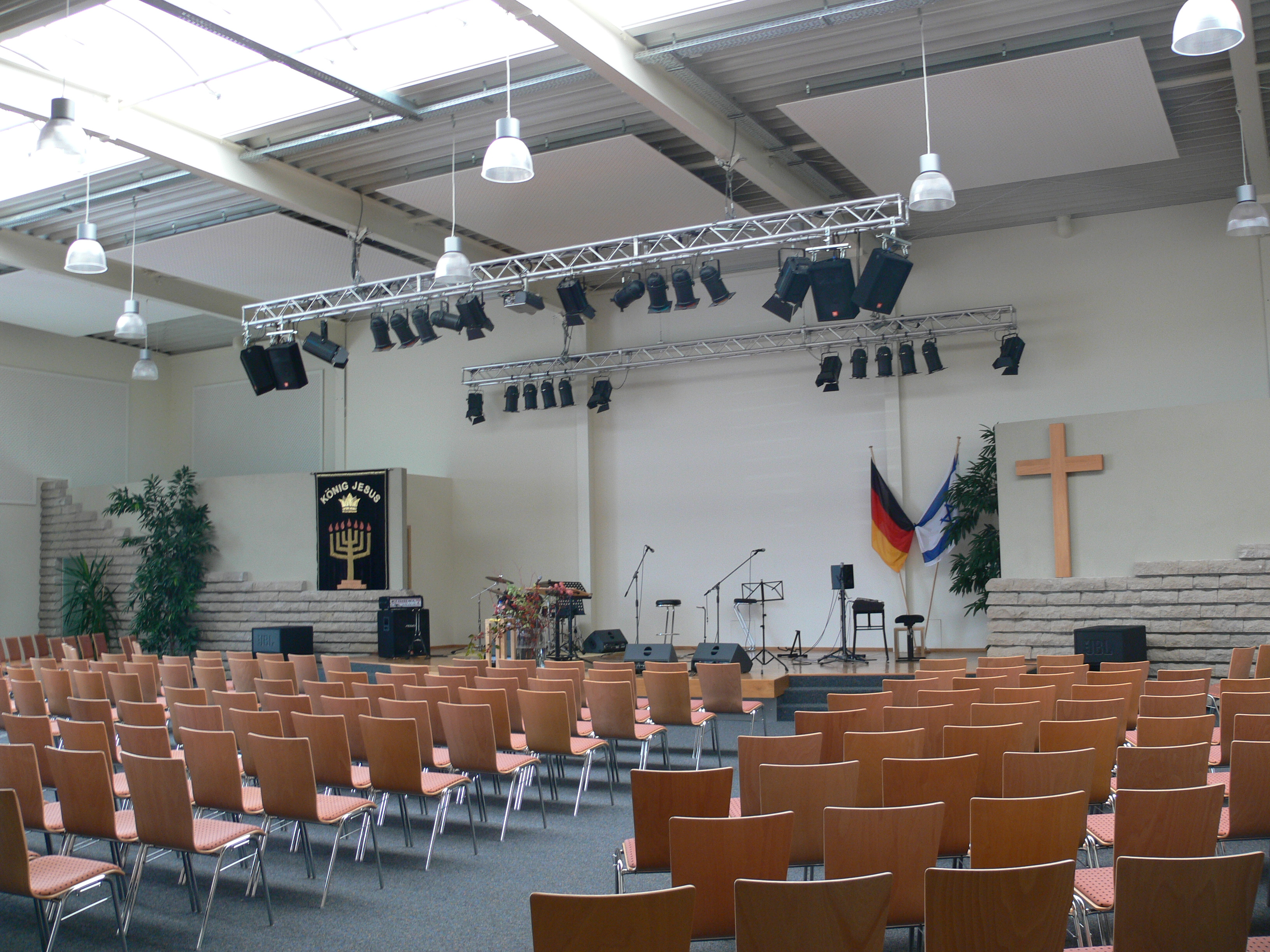
라벤스부르크의 오순절 교회

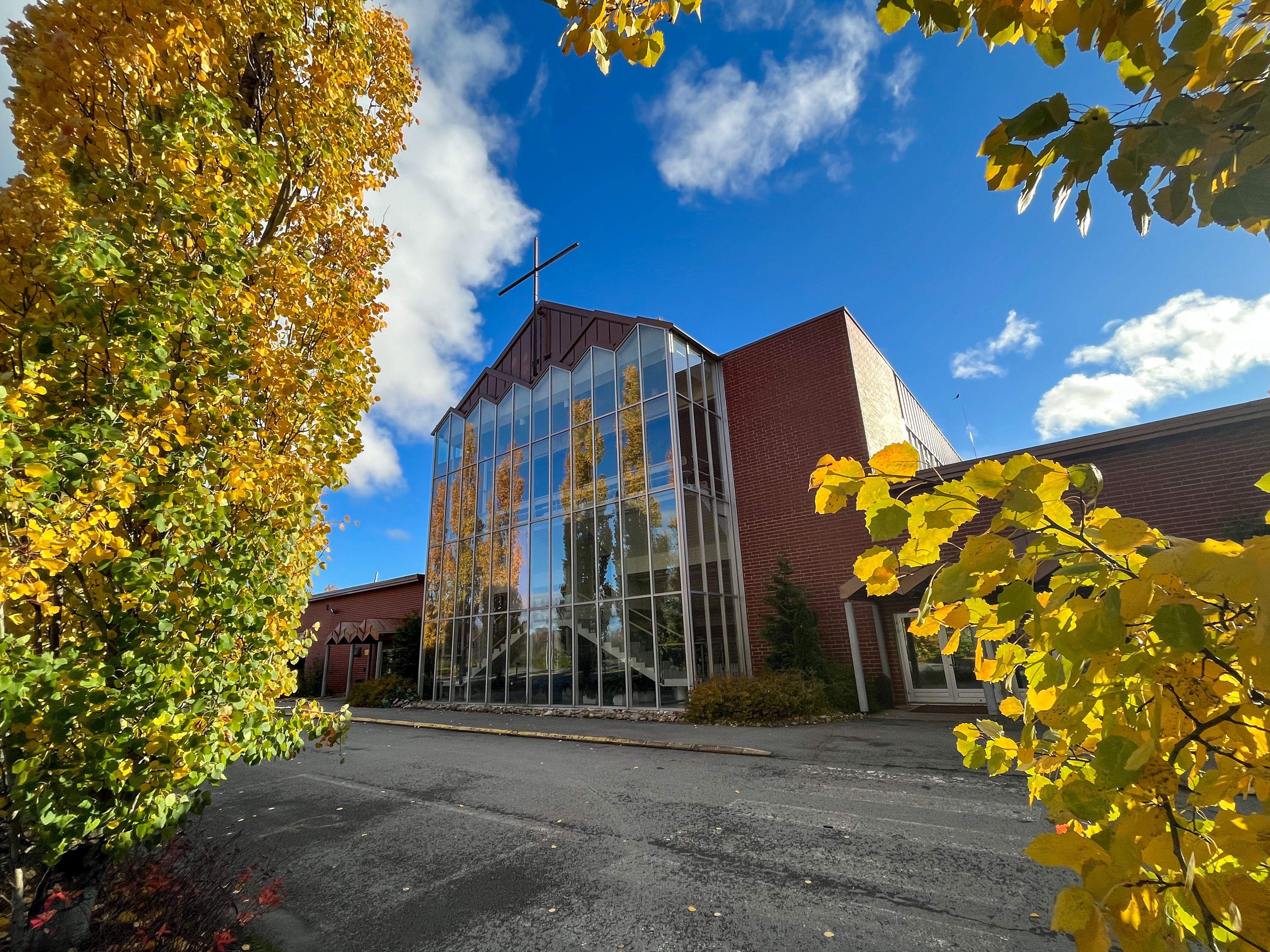
세이내요키의 현대 오순절 교회.

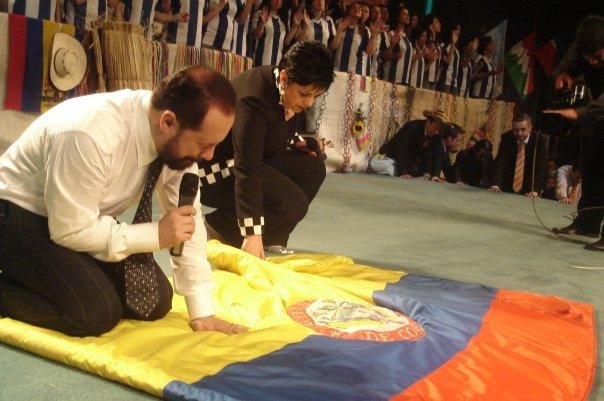
오순절 목회자들이 콜롬비아의 국기 위에 기도하고 있다.

다양한 학자들과 자료에 따르면, 오순절주의는 세계에서 가장 빠르게 성장하는 종교 운동이며, 이러한 성장은 주로 오순절주의와 은사주의 기독교로의 종교적 개종 때문이다. 퓰리처 센터에 따르면 매일 35,000명이 오순절주의자가 되거나 "거듭난다"고 한다. 조지아 주립 대학교의 학자 키스 스미스에 따르면 "많은 학자들은 오순절주의가 인류 역사상 가장 빠르게 성장하는 종교 현상이라고 주장한다", 그리고 보스턴 대학교의 학자 피터 L. 버거에 따르면 "오순절 기독교의 확산은 종교 역사상 가장 빠르게 성장하는 운동일 수 있다"고 한다.

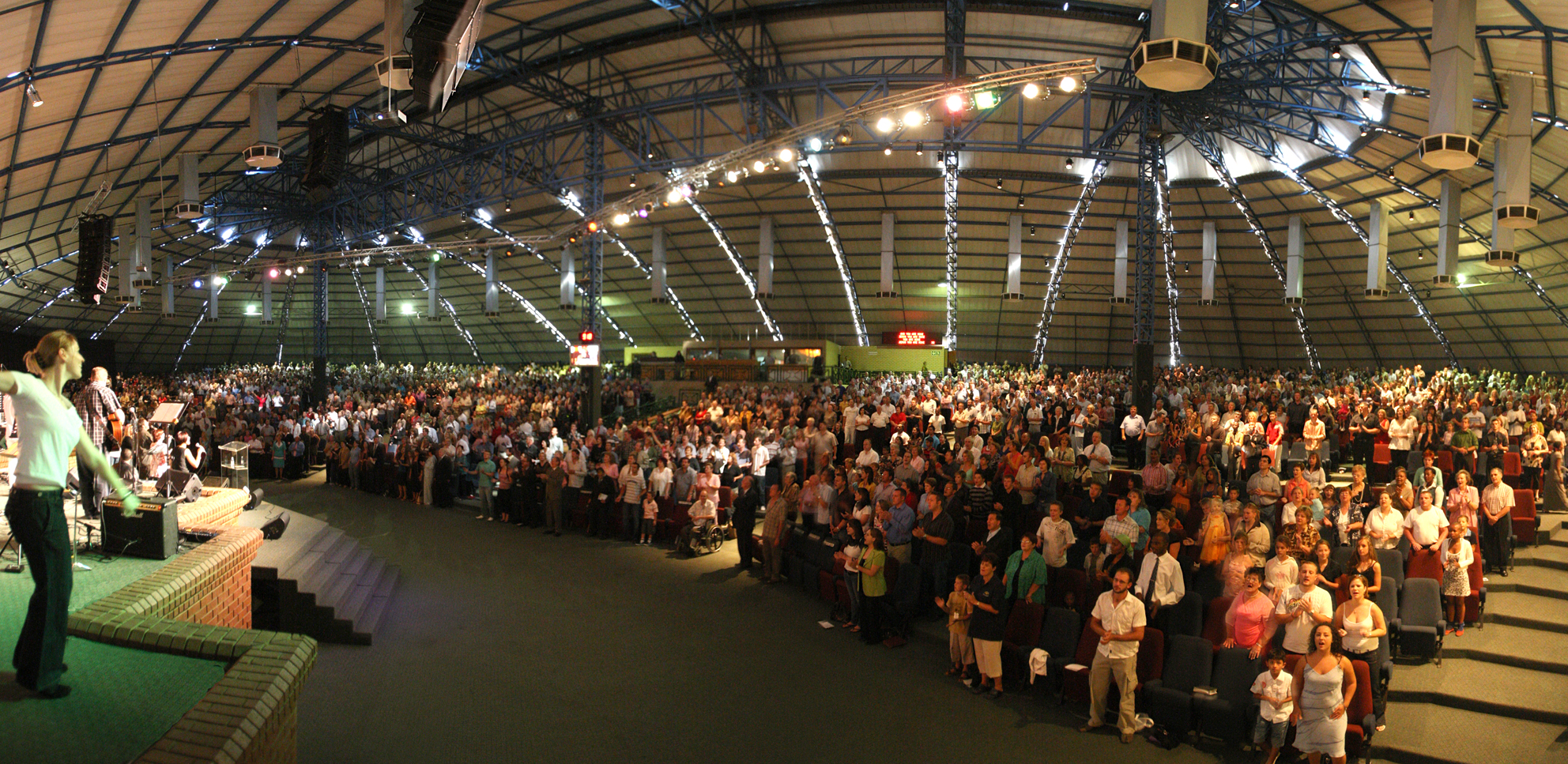
보크스버그에 있는 말씀과 생명 교회에서 예배드리는 모습, 남아프리카 사도 신앙 선교회.

1995년 데이비드 배럿은 전 세계적으로 2억 1,700만 명의 "교단 오순절주의자"가 있다고 추정했다. 2011년 퓨 리서치 센터의 세계 기독교 연구에서는 추정치로 2억 7,900만 명의 고전적 오순절주의자가 있으며, 이는 전 세계 인구의 4%, 전 세계 기독교 인구의 12.8%를 차지한다고 밝혔다. 이 연구는 "역사적 오순절 교단"(독립 오순절 교회를 포함하지 않는 범주)이 가장 큰 개신교 교단 가족임을 발견했다.
오순절주의자들의 가장 큰 비중은 사하라 이남 아프리카에 있으며 (44%), 그 다음으로 아메리카 대륙 (37%) 그리고 아시아 태평양 (16%)이다. 이 운동은 오늘날 남반구, 즉 아프리카, 중앙아메리카와 라틴아메리카, 그리고 대부분의 아시아에서 가장 큰 급증을 보이고 있다. 공인된 오순절 교단은 740개에 달하지만, 이 운동에는 교단 감독 없이 독립적으로 존재하는 상당수의 교회도 존재한다.
700개가 넘는 오순절 교단 중 240개는 웨슬리안, 성결, 또는 "감리교적" 오순절주의로 분류된다. 1910년까지 오순절주의는 교리적으로 보편적으로 웨슬리안이었으며, 성결 오순절주의는 미국 남부에서 계속해서 우세하다. 웨슬리안 오순절주의자들은 기독교인의 삶에 세 가지 위기 경험이 있다고 가르친다: 회심, 성화, 그리고 성령세례. 그들은 성결 운동의 완전 성화교리를 계승했다. 웨슬리안 오순절주의자들에 따르면, 완전 성화는 구원 후에 성령세례 전에 발생하는 분명한 사건이다. 이 내적인 경험은 신자를 정결하게 하고 외면적 성결의 삶을 살 수 있도록 한다. 이러한 개인적인 정결은 신자가 성령세례를 받을 준비를 시킨다. 성결 오순절 교단에는 사도 신앙 교회, 갈보리 성결 협회, 회중 성결 교회, 자유 복음 교회, 하나님의 성회 (성결교단), 하나님의 교회 (클리블랜드, 테네시), 그리고 오순절 성결교회가 있다. 미국에서는 많은 성결 오순절 성직자들이 서배너에 있는 헤리티지 성경 대학과 머리스빌에 있는 자유 복음 성경 대학에서 교육을 받는다.
윌리엄 하워드 더럼이 1910년에 완결된 사역 교리를 설교하기 시작한 후, 많은 오순절주의자들은 웨슬리안의 완전 성화 교리를 거부하고 기독교인의 삶에 회심과 성령세례라는 두 가지 확실한 위기 경험만이 있다고 가르치기 시작했다. 이 완결된 사역 오순절주의자들(많은 개종자들이 원래 침례교와 장로교 배경에서 나왔기 때문에 "침례교적" 또는 "개혁주의" 오순절주의자라고도 불린다)은 사람이 회심하는 순간에 처음으로 성화된다고 가르친다. 회심 후, 신자는 평생에 걸친 점진적인 성화 과정을 통해 은혜 안에서 성장한다. 완결된 사역 입장을 고수하는 교단은 390개이다. 여기에는 하나님의 성회, 국제 사중 복음 교회, 하나님의 오순절 교회, 그리고 오픈 바이블 교회가 포함된다.
1904–1905년 웨일스 부흥 운동은 사도적 오순절주의(단일 오순절주의와 혼동하지 말 것)로 알려진 독특한 교단 가족을 포함하여 영국 오순절주의의 기초를 놓았다. 이 오순절주의자들은 살아있는 사도, 선지자 및 기타 은사적인 직분들의 계층에 의해 이끌어진다. 사도적 오순절주의자들은 영국에 기반을 둔 사도 교회 (1911년 교단)를 포함하여 30개 교단에 걸쳐 전 세계에 분포한다.
예수 이름 또는 단일오순절교 (자신들을 "사도 오순절주의자"라고 부르는 경우가 많음)로 분류되는 오순절 교단은 80개이다. 이들은 다른 오순절주의와 여러 면에서 상당히 다르다. 단일오순절주의자들은 삼위일체 교리를 거부한다. 그들은 하나님을 세 인격으로 묘사하지 않고, 오히려 한 분이신 살아계신 하나님의 세 가지 현현으로 묘사한다. 단일오순절주의자들은 예수 이름 세례를 행하는데—삼위일체의 이름이 아닌 예수 그리스도의 이름으로 물 세례를 베푼다. 단일오순절주의자들은 회개, 예수 이름 세례, 그리고 성령세례가 모두 회심 경험의 필수적인 요소라고 믿는다. 단일오순절주의자들은 세례를 유효하게 하려면 세례 전에 회개가 필수적이며, 세례의 사역을 완성하려면 방언으로 나타나는 성령을 받는 것이 그 후에 필수적이라고 주장한다. 이는 다른 오순절주의자들뿐만 아니라 일반적으로 복음주의 기독교인들과 다르다. 이들은 회개와 그리스도에 대한 믿음만이 구원에 필수적이라고 본다. 이로 인해 단일론자들은 일부 사람들(다른 오순절주의자들을 포함)로부터 "행위 구원" 구원론을 주장한다는 비난을 받아왔지만, 그들은 이 혐의를 강력히 부인한다. 단일오순절주의자들은 구원은 그리스도에 대한 믿음을 통한 은혜와 "물과 성령으로 거듭나야 한다"는 그의 명령에 대한 순종을 통해 온다고 주장한다. 따라서 어떤 선한 행위나 율법이나 규칙에 대한 순종도 누구도 구원할 수 없다. 그들에게 세례는 "행위"로 보이지 않고, 예수님 자신이 자신의 왕국에 들어오기 위해 제공하신 없어서는 안 될 수단이다. 주요 단일오순절 교회로는 국제 연합 오순절 교회와 세계 오순절 연맹이 있다.
교단에 속한 오순절 교회 외에도, 교단 감독 없이 독립적으로 존재하는 많은 오순절 교회들이 있다. 이 교회들 중 일부는 다양한 오순절 교단과 교리적으로 동일할 수 있지만, 다른 교회들은 번영신학이나 킹덤 나우 신학과 같이 고전적 오순절주의와 상당히 다른 신념과 관행을 채택할 수 있다. 이들 그룹 중 일부는 특히 텔레비전과 라디오와 같은 대중 매체를 활용하여 메시지를 전파하는 데 성공했다.
2024년 교단 통계에 따르면, 세계 최대 오순절 교단인 하나님의 성회는 전 세계적으로 450,106개 교회와 86,143,293명의 교인을 보유하고 있다. 다른 주요 국제 오순절 교단으로는 15,000,000명의 교인을 가진 사도 교회 (1911년 교단), 36,000개 교회와 7,000,000명의 교인을 가진 하나님의 교회 (클리블랜드), 67,500개 교회와 8,800,000명의 교인을 가진 사중 복음 교회, 그리고 45,521개 교회와 5,800,000명의 교인을 가진 국제 연합 오순절 교회가 있다.
2020년에 발표된 오순절 교단들의 인구 조사에 따르면, 각 대륙에서 가장 많은 교인을 주장하는 교단들은 다음과 같다.
- 아프리카에서는 리딤드 크리스천 교회 오브 갓이 14,000개 교회와 500만 명의 교인을 보유하고 있다.[222]
- 북아메리카에서는 미국 하나님의 성회가 12,986개 교회와 1,810,093명의 교인을 보유하고 있다.[223]
- 남아메리카에서는 브라질 하나님의 성회 총회가 1,200만 명의 교인을 보유하고 있다.[224]
- 아시아에서는 인도네시아 베델 교회가 5,000개 교회와 3,000,000명의 교인을 보유하고 있다.[225]
- 유럽에서는 프랑스 하나님의 성회가 658개 교회와 40,000명의 교인을 보유하고 있다.[226]
- 오세아니아에서는 호주 기독교 교회가 1,000개 교회와 375,000명의 교인을 보유하고 있다.[227]

## 사회 과학적 평가

### 조라 닐 허스턴

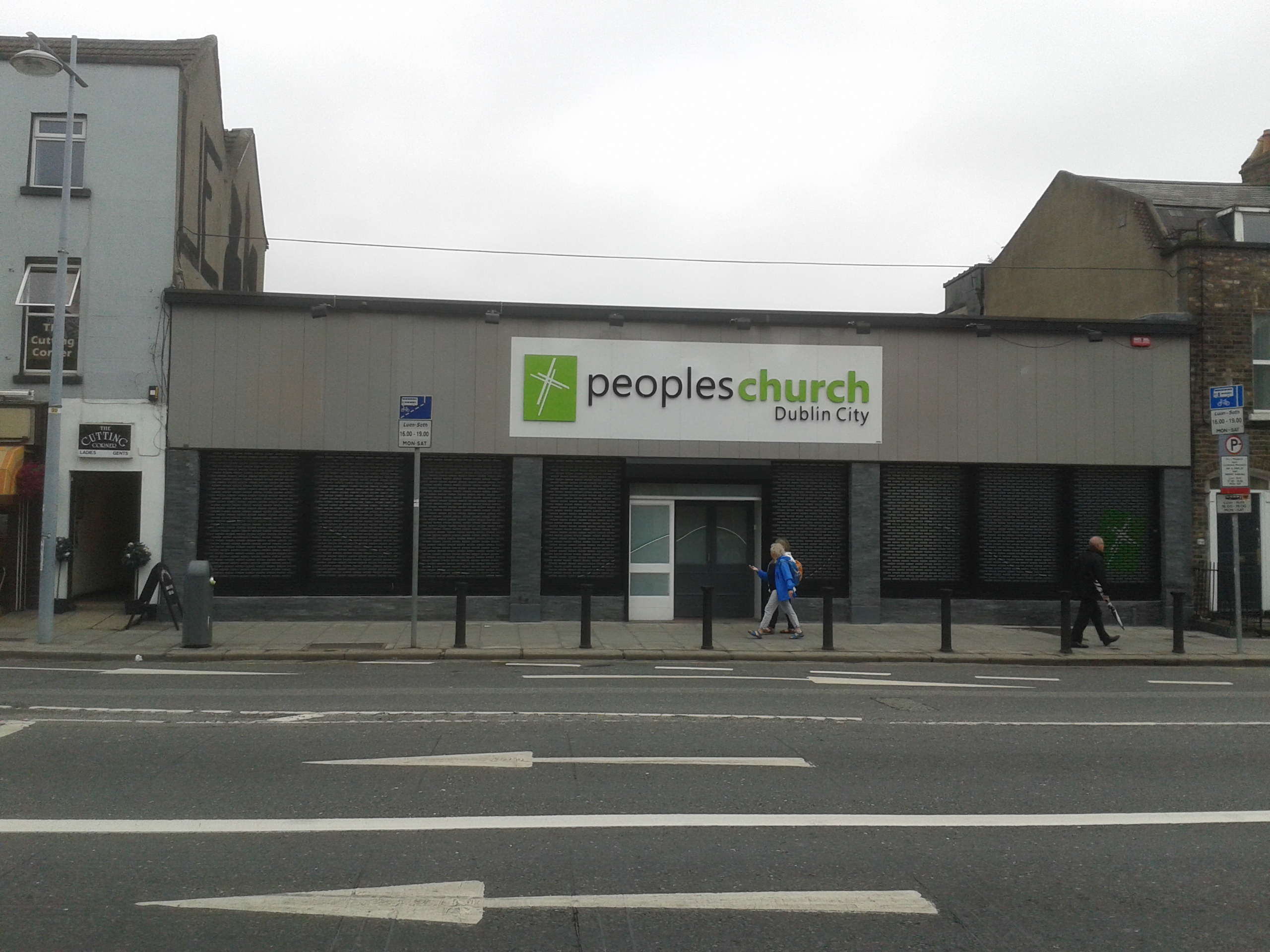
이 오순절 예배 센터는 대중적인 이름을 그 이름에 포함시켰는데, 더블린 시티의 인민 교회이다.

조라 닐 허스턴은 오순절주의의 확산을 조사하는 인류학적 및 사회학적 연구를 수행했으며, 사후에 "성화된 교회"라는 에세이집으로 출판되었다. 종교 학자 아션 크롤리(Ashon Crawley)에 따르면, 허스턴의 분석은 이 겉보기에 새로운 종교문화 운동이 명확하게 표현한 계급 투쟁을 그녀가 이해했기 때문에 중요하다: "성화된 교회는 흑인들이 더 많은 교육과 부를 얻으면서 흑인 개신교 회중의 고상한 경향에 대한 항의이다." 그녀는 이 종파가 "흑인 음악과 종교의 활력 요소"이며, 이 단체들의 모임이 "아프리카에서 가져와 기독교에 접목된 요소들을 흑인 종교에 다시 불어넣고 있다"고 말했다. 크롤리는 허스턴이 기록한 소리가 마르티니크 정신분석학자 프란츠 파농이 말한 "어떤 전략적 위치도 선호되지 않는" 사회적 형태의 창조, 즉 사회적 형태의 기반으로서의 위치성 거부의 증거라고 주장했다.

### 농촌 오순절주의
오순절주의는 도시에서 더 눈에 띄는 종교 현상이다. 그러나 라틴아메리카, 아프리카, 동유럽의 상당한 농촌 인구를 끌어들였다. 사회학자 데이비드 마틴은 라틴아메리카의 농촌 개신교에 대한 개요에 주목했으며, 특히 토착민과 농민의 오순절주의 개종에 초점을 맞추었다. 농촌 현대화로 인한 문화적 변화는 농민의 생활 방식에 반영되었다. 결과적으로 많은 농민들—특히 라틴아메리카—은 다양한 형태의 오순절주의로 집단 개종을 경험했으며, 이는 농촌 현대화에 대한 대응으로 해석되었다.
단순히 민속 가톨릭에서 오순절주의로의 종교적 변화라기보다는, 농민 오순절주의자들은 근대화 틀 내에서 발전 프로젝트에 대응하기 위해 많은 문화적 자원을 활용하는 데 주체성을 발휘했다.
과테말라 농민 및 원주민 공동체를 연구하면서 셸던 애니스는 오순절주의로의 개종이 카고-시스템의 부담스러운 의무를 그만두는 방법이었다고 주장했다. 마야 민속 가톨릭은 연간 수호성인 축제를 지불하고 조직해야 하는 순번제 지도력을 가진 많은 축제를 가지고 있다. 이러한 의무에서 벗어나는 사회적으로 허용된 방법 중 하나는 오순절주의로 개종하는 것이었다. 그렇게 함으로써 오순절 농민은 "페니 자본주의"에 참여한다. 동일한 도덕적 의무를 가지고 있지만 다른 메커니즘의 경제적 자조를 통해 폴 챈들러는 가톨릭 농민과 오순절 농민의 차이를 비교했으며, 오순절주의자들이 부족했던 가톨릭 대부모들 사이의 호혜적 관계망을 발견했다. 그러나 Alves는 다른 오순절 회중들이 대부모 관계 시스템을 대체하고 여전히 농민 도덕 경제가 요구하는 호혜적 의무를 행사할 수 있는 통로를 제공한다는 것을 발견했다.
오순절주의로의 개종은 사회적으로 혼란스러웠던 과거와의 단절을 제공하면서도 농민의 정신적 요소들을 유지하게 한다. 브라질은 이 가설을 평가할 많은 사례를 제공했다. Hoekstra는 농촌 오순절주의가 일부 단절은 있지만 전통적인 과거의 연속성 이상의 것이라는 것을 발견했다. 인류학자 Brandão는 작은 마을과 농촌 오순절주의를 근대화로 가는 길이 아니라 민속 종교성의 또 다른 얼굴로 본다. 비슷한 발견으로 Abumanssur는 오순절주의를 민속 종교의 전통적인 세계관과 근대성을 화해시키려는 시도로 간주한다.
오순절주의로 개종한 농촌인들 사이에서 정체성 변화가 감지되었다. 원주민 및 농민 공동체는 오순절 신앙에서 근대화가 제기하는 도전에 대처하는 데 도움이 되는 새로운 정체성을 발견했다. 이러한 정체성 변화는 농민 오순절주의자들이 근대화에 직면하여 자신만의 길을 개척한다는 가설을 뒷받침한다.

## 논란과 비판
다양한 기독교 단체들은 오순절주의와 은사주의 운동이 신비적 발현에 너무 많은 관심을 기울인다고 비판해 왔다. 예를 들어 방언 (신자에게는 성령세례의 필수적인 표징으로 여겨짐)과 함께 예배 중 쓰러짐, 신음 소리, 울음 소리, 그리고 반지성주의 등이 지적된다.
복음주의 교회에서 특히 논란이 되는 교리는 번영신학인데, 이는 1970년대와 1980년대 미국에서 주로 오순절주의자들과 은사주의 텔레비전 복음주의자들을 통해 확산되었다. 이 교리는 기독교의 신앙을 "긍정적인 고백"과 기독교 사역에 대한 기여를 통해 재정적, 물질적으로 부유해지는 수단으로 가르치는 데 중점을 둔다. 특정 금액의 헌금에 대한 대가로 신유와 번영이 보장된다. 일부 목사들은 십일조를 내지 않는 사람들을 저주, 마귀의 공격, 가난으로 위협한다. 헌금 수거는 신자들의 기여를 독려하기 위해 여러 개이거나 다양한 바구니 또는 봉투로 분리된다. 헌금과 십일조는 일부 예배에서 많은 시간을 차지한다. 종종 의무적인 십일조와 연관되어, 이 교리는 때때로 종교 사업에 비유되기도 한다. 2012년 프랑스 복음주의 전국협의회는 이 교리를 비난하는 문서를 발표했는데, 번영이 신자에게 가능하더라도 이 신학이 극단으로 가면 물질주의와 우상숭배로 이어져 복음의 목적이 아니라고 언급했다. 번영신학을 고수하는 오순절 목회자들은 화려한 생활방식(고급 의류, 큰 집, 하이엔드 자동차, 자가용 비행기 등)으로 언론인들에게 비판받았다.
오순절주의에서는 신앙요법의 가르침과 함께 균열이 동반되었다. 일부 교회에서는 치유 약속에 대한 기도 비용을 책정하는 것이 관찰되었다. 일부 목사와 복음 전도사들은 거짓 치유를 주장한 혐의로 기소되었다. 일부 교회에서는 회원들에게 예방접종이나 다른 의학을 거부하도록 조언하며, 이는 믿음이 약한 사람들을 위한 것이고 긍정적인 고백을 통해 질병에 면역이 될 것이라고 주장했다. 의학 사용을 권장하지 않는 오순절 교회들은 예방 가능한 사망을 초래했으며, 때로는 부모가 자녀의 사망으로 인해 수감되기도 했다. 이러한 입장은 대부분의 오순절 교회를 대표하지 않는다. 2015년 프랑스 복음주의 전국협의회에서 발표한 "기적적인 치유"는 의학을 하나님이 인류에게 주신 선물 중 하나로 묘사한다. 교회와 특정 복음주의 인도주의 단체들도 의료 보건 프로그램에 참여하고 있다.
오순절주의에서 건강과 질병은 총체적으로 이해된다. 그것들은 단지 육체적인 것이 아니라, 동시에 심리적이고 영적인데, 즉 질병과 절망은 악한 세력, 악마, 죄에서 비롯된다. 궁극적인 신성과의 영적 친밀함을 통해 어떤 질병도 치유될 수 있다. 오늘날 오순절주의자들은 생의학을 받아들이지만, 신성한 개입이 생의학이 실패하는 경우에도 치유한다고 믿는다. 그러나 비평가들은 오순절 치유자들이 단순히 위약 효과를 유발한다고 주장한다. 인류학적 관점에서 위약 효과는 인간이 "사회-심리-육체적 존재"임을 반영하며, 따라서 신성에 대한 강한 믿음, 의식, 기적과 같은 상징적 조작을 통해 육체적 수준에서 실제적인 치유 효과를 유발할 수 있다. 오순절주의에서 치유는 주로 영적인 경험이다. 하나님과 친밀한 관계를 맺을 자격이 되는 것(즉, 고백하고 용서하는 능력)은 감정적인 상처와 고통의 근원을 정화하는 내면 치유로 이어지는 정화 효과를 준다. 신성한 치유는 또한 환자에게 권능을 부여함으로써 사회적으로 발생한 고통, 즉 사회적 성 불평등, 인종 차별과 같은 종종 신체적 질병으로 나타나는 문제들을 해결한다.
오순절주의의 신성 치유 관행은 종종 감정적이거나 비논리적인 것으로 치부되지만, 인류학 연구는 그 심오한 문화적, 사회적 중요성을 보여준다. Hefner는 인도네시아와 같은 국가에서 오순절 치유가 사회 구조에 얼마나 깊이 뿌리 박혀 있는지를 보여준다. 치유 기술은 미신적인 것이 아니라, 지역 권력 구조와 사회 계층에 대한 표현이자 대응이다. 사회적 역할을 협상하고 공동체 유대를 유지하는 도구로 기능함으로써, 이러한 활동이 실제 사회 문제를 다루며 일상생활과 분리되어 있지 않음을 보여준다.
Meyer는 오순절 치유가 더 넓은 문화적 틀과 어떻게 유사하게 얽혀 있는지를 보여준다. 그들에게 권한을 부여하는 것은 이러한 활동이 단지 도피 수단이나 집단 지원 수단이라는 생각을 불식시킨다.
신성 치유에 대한 강조는 종종 건강과 웰빙에 대한 문화적 관점을 반영하며, 여기서 사회적, 영적 차원은 건강을 이해하고 규제하는 데 필수적이다. 오순절주의자들이 때때로 전통적인 의료 서비스를 받지 않기로 선택하더라도, 이러한 결정은 영적 지도와 공동체 지원을 높이 평가하는 더 큰 문화적 틀의 영향을 받는다.
오순절주의의 신앙 치유 교리는 현대 의학을 반대하는 것 외에도 정신 건강 문제를 악마적인 활동 탓으로 돌리는 경향이 비판받아 왔다. 신앙 치유는 수많은 연구의 대상이 되어 왔으며, 방대한 학자들이 그 사용의 효과를 반박하거나 증명하는 것을 목표로 삼아 왔다. 그러나 한 연구는 신앙 치유를 사회적 구성물로 탐구하는 것을 목표로 삼았다. 이 연구는 100명이 넘는 참가자들의 치유 과정을 추적했다. 연구 전반에 걸쳐 상당수의 참가자들이 자신의 문제를 재정의했는데, 예를 들어 한 여성은 원래 심한 허리 통증이 문제였지만, 연구가 끝날 무렵에는 아들과의 힘든 관계가 치유되었다고 주장했다. 또한 이 연구는 자신의 문제를 재정의한 사람들과 치유되었다고 주장할 가능성이 더 높은 사람들 사이에 상관관계가 있음을 발견했다. 이러한 결과는 이러한 치유가 신성한 개입의 결과가 아닐 수 있음을 시사한다. Glik는 "재정의는 자기 발견의 치료 과정을 반영할 수 있다"고 말했는데, 이는 이러한 신앙 치유 행위가 단순히 자기 성장이나 종교적 세계관으로 발전하면서 자신의 세계관을 재구성한 결과일 수 있음을 의미한다.

## 인물

### 선구자
- 윌리엄 보드먼 (1810–1886)
- 알렉산더 보디 (1854–1930)
- 존 알렉산더 다위 (1848–1907)
- 헨리 드러먼드 (1786–1860)
- 에드워드 어빙 (1792–1834)
- 앤드루 머리 (1828–1917)
- 피비 팔머 (1807–1874)
- 제시 펜-루이스 (1861–1927)
- 에반 로버츠 (1878–1951)
- 앨버트 벤저민 심슨 (1843–1919)
- 리처드 그린 스퍼링 시니어 (1810–1891) 및 주니어 (1857–1935)
- 제임스 홀데인 스튜어트 (1778–1854)

### 지도자
- A. A. 앨런 (1911–1970) – 1950년대와 1960년대의 신유 천막 복음 전도자
- 이예 아빌라 (1925–2013) – 20세기 후반 푸에르토리코인 오순절 복음 전도자
- 요셉 아요 바발롤라 (1904–1959) – 1930년 이레사 오케오예 부흥 운동가이자 그리스도 사도 교회의 영적 창립자
- 라인하르트 본케 (1940–2019) – 복음 전도자
- 윌리엄 M. 브래넘 (1909–1965) – 20세기 중반 미국의 신유 복음 전도자, 일반적으로 제2차 세계 대전 이후의 신유 부흥 운동을 시작한 것으로 인정됨
- 조용기 (1936–2021) – 서울에 있는 세계 최대 교회인 여의도순복음교회의 원로목사 겸 설립자
- 잭 코 (1918–1956) – 1950년대의 신유 천막 복음 전도자
- 도니 코플랜드 (1961년생) – 노스리틀록의 사도 교회 목사이자 공화당 소속 아칸소주 하원의원[278]
- 마거릿 코트 (1942년생) – 1960년대와 1970년대 테니스 챔피언이자 호주 퍼스에 있는 빅토리 라이프 센터의 설립자; 1991년 목사로 취임
- 루이지 프란체스콘 (1866–1964) – 이탈리아 오순절 운동의 선교사이자 개척자
- 도널드 기 (1891–1966) – 영국 초기 오순절 성경 교사; "균형의 사도"
- 베니 힌 (1952년생) – 복음 전도자
- 렉스 험바드 (1919–2007) – 1950년대–1970년대 TV 복음 전도자
- 조지 제프리스 (1889–1962) – 일림 사중 복음 연맹과 성경 패턴 교회 친교회 (영국) 설립자
- E. W. 케년 (1867–1948) – 말씀 신앙 운동의 주요 지도자; 케네스 헤이긴의 신학과 사역에 특히 강한 영향을 미침
- 캐서린 쿨만 (1907–1976) – 오순절주의를 주류 교단으로 가져온 복음 전도자
- 제럴드 아치 망군 (1919–2010) – 미국 복음 전도자, 목사, 국제 연합 오순절 교회 내에서 가장 큰 교회 중 하나를 세움
- 찰스 해리슨 메이슨 (1864–1961) – 하나님의 성회 (성결교단)의 창립자
- 제임스 맥키온 (선교사) (1937–1982) – 가나의 아일랜드 선교사, 오순절 교회의 창립자
- 에이미 셈플 맥퍼슨 (1890–1944) – 복음 전도자, 목사, 국제 사중 복음 교회 조직자
- 찰스 퍼햄 (1873–1929) – 사도 신앙 운동의 아버지
- 데이비드 뒤 플레시 (1905–1987) – 남아프리카 오순절 교회 지도자, 은사 운동의 창시자 중 한 명
- 오럴 로버츠 (1918–2009) – 텔레비전 복음주의로 전환한 신유 천막 복음 전도자
- 아이다 로빈슨 주교 (1891–1946) – 미국 시나이 산 성결 교회의 설립자
- 윌리엄 J. 시모어 (1870–1922) – 글로벌 및 현대 오순절주의의 아버지, 아주사 거리 선교회 설립자 (아주사 거리 부흥 운동)
- 지미 스와가트 (1935–2025) – TV 복음 전도자, 목사, 음악가
- 암브로스 제섭 ("AJ") 톰린슨 (1865–1943) – 1903년부터 1923년까지 하나님의 교회 (클리블랜드, 테네시) 운동의 지도자, 1923년부터 사망까지 소수 그룹(현재 예언의 하나님의 교회로 불림)의 지도자
- 스미스 위걸즈워스 (1859–1947) – 영국 복음 전도자
- 마리아 우드워스-에터 (1844–1924) – 신유 복음 전도자

## 같이 보기
- 은사중단론 대 은사계속론
- 직통계시
- 숭배

## 참고 문헌
- Arrington, French L. (Fall 1981), “The Indwelling, Baptism, and Infilling with the Holy Spirit: A Differentiation of Terms”, 《Pneuma: The Journal of the Society for Pentecostal Studies》 3 (1): 1–10, doi:10.1163/157007481x00089.
- Blumhofer, Edith L. (1989), 《Pentecost in My Soul: Explorations in the Meaning of Pentecostal Experience in the Early Assemblies of God》, Springfield, Missouri: Gospel Publishing House, ISBN 0-88243-646-5.
- Blumhofer, Edith L. (1989), 《The Assemblies of God:A Chapter in the Story of America Pentecostalism, Volume 1 – To 1941》, Springfield, Missouri: Gospel Publishing House, ISBN 0-88243-457-8.
- Blumhofer, Edith L. (1993), 《Restoring the Faith: The Assemblies of God, Pentecostalism, and American Culture》, Urbana and Chicago, Illinois: University of Illinois Press, ISBN 978-0-252-06281-0.
- Burgess, Stanley M.; Van der Maas, Eduard M. (2002), 《The New International Dictionary of Pentecostal and Charismatic Movements》, Grand Rapids: Zondervan.
- Dayton, Donald W. (Spring 1980), “Theological Roots of Pentecostalism”, 《Pneuma: The Journal of the Society for Pentecostal Studies》 2 (1): 3–21, doi:10.1163/157007480x00017.
- Duffield, Guy P.; Van Cleave, Nathaniel M. (1983), 《Foundations of Pentecostal Theology》, Los Angeles: Foursquare Media, ISBN 978-1-59979-3368.
- Evans, Mark (2006), 《Open Up the Doors: Music in the Modern Church》, London: Equinox Publishing Ltd., ISBN 978-1-84553187-4.
- Gee, Donald (1980), 《Concerning Spiritual Gifts》, Springfield, Missouri: Gospel Publishing House, ISBN 0-88243-486-1.
- Graves, Wilfred Jr. (2011), 《In Pursuit of Wholeness: Experiencing God's Salvation for the Total Person》, PA: Destiny Image Publishers, Inc., ISBN 978-0-7684-3794-2.
- Hyatt, Eddie (2006),  Kilpatrick, Joel, 편집., 《The Azusa Street Revival: The Holy Spirit in America 100 Years》, Lake Mary, Florida: Chrisma House, ISBN 978-1-59979-005-3.
- Horton, Stanley M. (2005), 《What the Bible Says about the Holy Spirit》 revis판, Springfield, Missouri: Gospel Publishing House, ISBN 0-88243-359-8.
- Johansson, Calvin M. (2007), 〈Music in the Pentecostal Movement〉,   Patterson, Eric; Rybarczyk, Edmund, 《The Future of Pentecostalism in the United States》, New York: Lexington Books, ISBN 978-0-7391-2102-3.
- Livingstone, E. A., 편집. (2013), 《The Concise Oxford Dictionary of the Christian Church》 3판, Oxford University Press
- Macchia, Frank D. (Spring 1996), “God Present in a Confused Situation: The Mixed Influence of the Charismatic Movement on Classical Pentecostalism in the United States”, 《Pneuma: The Journal of the Society for Pentecostal Studies》 18 (1): 33–54, doi:10.1163/157007496x00047.
- Macchia, Frank D. (2006), 《Baptized in the Spirit: A Global Pentecostal Theology》, Grand Rapids, Michigan: Zondervan, ISBN 978-0-310-25236-8.
- McGee, Gary B. (September 1999), “'Latter Rain' Falling in the East: Early-Twentieth-Century Pentecostalism in India and the Debate over Speaking in Tongues”, 《Church History》 68 (3): 648–665, doi:10.2307/3170042, JSTOR 3170042, S2CID 162798722.
- Menzies, William W. (2007), “The Reformed Roots of Pentecostalism”, 《PentecoStudies》 6 (2): 78–99.
- Mohler, Albert (2011), 〈Confessional Evangelicalism〉,   Naselli, Andrew; Hansen, Collin, 《Four Views on the Spectrum of Evangelicalism》, Grand Rapids, MI: Zondervan, ISBN 978-0-310-55581-0
- Poloma, Margaret M. (1989), 《The Assemblies of God at the Crossroads: Charisma and Institutional Dilemmas》, Knoxville, Tennessee: The University of Tennessee Press, ISBN 0-87049-607-7.
- Poloma, Margaret M.; Green, John C. (2010), 《The Assemblies of God: Godly Love and the Revitalization of American Pentecostalism》, New York: New York University Press.
- Purdy, Vernon L. (1994), 〈Divine Healing〉,   Horton, Stanley M., 《Systematic Theology》 revis판, Springfield, Missouri: Logion Press/Gospel Publishing House, ISBN 978-0-88243-855-9.
- Railey, James H. Jr.; Aker, Benny C. (1994), 〈Theological Foundations〉,   Horton, Stanley M., 《Systematic Theology》 revis판, Springfield, Missouri: Logion Press/Gospel Publishing House, ISBN 978-0-88243-855-9.
- Robeck, Cecil M. Jr. (Fall 1980), “Written Prophecies: A Question of Authority”, 《Pneuma: The Journal of the Society for Pentecostal Studies》 2 (1): 26–45, doi:10.1163/157007480x00080.
- Robeck, Cecil M. Jr. (Fall 2003), “An Emerging Magisterium? The Case of the Assemblies of God”, 《Pneuma: The Journal of the Society for Pentecostal Studies》 25 (2): 164–215, doi:10.1163/157007403776113224.
- Robeck, Cecil M. Jr. (2006), 《The Azusa Street Mission and Revival: The Birth of the Global Pentecostal Movement》, Nashville, Tennessee: Thomas Nelson, Inc..
- Ross, Thomas D., "The Doctrine of Sanctification." Ph. D. Diss., Great Plains Baptist Divinity School, 2015.
- Rybarczyk, Edmund (2007), 〈Introduction: American Pentecostalism: Challenges and Temptations〉,   Patterson, Eric; Rybarczyk, Edmund, 《The Future of Pentecostalism in the United States》, New York: Lexington Books, ISBN 978-0-7391-2102-3.
- Synan, Vinson (Fall 1987), “Pentecostalism: Varieties and Contributions”, 《Pneuma: The Journal of the Society for Pentecostal Studies》 9: 31–49, doi:10.1163/157007487x00047.
- Synan, Vinson (1997), 《The Holiness–Pentecostal Tradition: Charismatic Movements in the Twentieth Century》, Grand Rapids, Michigan: William B. Eerdmans Publishing Company, ISBN 978-0-8028-4103-2.
- Wacker, Grant (2001), 《Heaven Below: Earlier Pentecostals and American Culture》, Cambridge, Massachusetts: Harvard University Press.

## 더 읽어보기
- 폴 알렉산더. Peace to War: Shifting Allegiances in the Assemblies of God. 펜실베이니아주 텔포드: 카스카디아 퍼블리싱/헤럴드 프레스, 2009.
- 폴 알렉산더. Signs and Wonders: Why Pentecostalism is the World's Fastest Growing Faith. 캘리포니아주 샌프란시스코: 조시-바스, 2009.
- 블랜턴, 앤더슨. Hittin' the Prayer Bones: Materiality of Spirit in the Pentecostal South. (노스캐롤라이나 대학교 출판부, 2015) 222 pp
- 브루스터, P. S. Pentecostal Doctrine. 영국 그렌허스트 프레스, 1976년 5월. ISBN 978-0-905857-00-8.
- 캠벨, 마른 L. "'The Newest Religious Sect Has Started in Los Angeles': Race, Class, Ethnicity, and the Origins of the Pentecostal Movement, 1906–1913", The Journal of African American History 95#1 (2010), pp. 1–25 JSTOR에서
- 클레멘트, 아서 J. Pentecost or Pretense?: an Examination of the Pentecostal and Charismatic Movements. 위스콘신주 밀워키: 노스웨스턴 퍼블리싱 하우스, 1981. 255 [1] p. ISBN 0-8100-0118-7
- 클립튼, 셰인 잭. "An Analysis of the Developing Ecclesiology of the Assemblies of God in Australia". 박사 학위 논문, 호주 가톨릭 대학교, 2005.
- 크루즈, 사무엘. Masked Africanisms: Puerto Rican Pentecostalism. 켄달/헌트 퍼블리싱 컴퍼니, 2005. ISBN 0-7575-2181-9.
- 홀렌베거, 발터. The Pentecostals: The Charismatic Movement in the Churches. 미니애폴리스: 아우크스부르크 퍼블리싱 하우스, 1972. 255, [1] p. ISBN 0-8066-1210-X.
- 홀렌베거, 발터. Pentecostalism : Origins and Developments Worldwide. 매사추세츠주 피바디: 헨드릭슨 퍼블리셔스, 1997. ISBN 0-943575-36-2.
- 녹스, 로널드. Enthusiasm: a Chapter in the History of Religion, with Special Reference to the XVII and XVIII Centuries. 영국 옥스퍼드: 옥스퍼드 대학교 출판부, 1950. viii, 622 pp.
- 루이스, 메해리 H. Mary Lena Lewis Tate: Vision!, A Biography of the Founder and History of the Church of the Living God, the Pillar and Ground of the Truth, Inc. 테네시주 내슈빌: 뉴 앤드 리빙 웨이 퍼블리싱 컴퍼니, 2005. ISBN 0-910003-08-4.
- 말콤슨, 키스. Pentecostal Pioneers Remembered: British and Irish Pioneers of Pentecost 보관됨 2014-08-15 - 웨이백 머신. 2008.
- 멘디올라, 켈리 윌리스. OCLC 56818195 The Hand of a Woman: Four Holiness-Pentecostal Evangelists and American Culture, 1840–1930. 박사 학위 논문, 텍사스 대학교 오스틴, 2002.
- 밀러, 도널드 E. 및 야마모리 테츠나오. Global Pentecostalism: The New Face of Christian Social Engagement. 캘리포니아주 버클리: 캘리포니아 대학교 출판부, 2007.
- 오로웨, 아비 오로웨. Great Revivals, Great Revivalist – Joseph Ayo Babalola. 오메가 퍼블리셔스, 2007.
- Osinulu, Adedamola (2017). 《A transnational history of Pentecostalism in West Africa》. 《History Compass》 15. e12386쪽. doi:10.1111/hic3.12386.
- 라미레스, 다니엘. Migrating Faith: Pentecostalism in the United States and Mexico in the Twentieth Century (2015)
- 로빈스, R. G. A. J. Tomlinson: Plainfolk Modernist. 뉴욕, 뉴욕: 옥스퍼드 대학교 출판부, 2004.
- 로빈스, R. G. Pentecostalism in America 보관됨 2014-08-08 - 웨이백 머신. 캘리포니아주 산타바바라: 프레거/ABC-CLIO, 2010.
- 스틸, 매튜. "Pentecostalism in Zambia: Power, Authority and the Overcomers". 석사 학위 논문, 웨일스 대학교, 2005.
- 우드베리, 로버트. "Pentecostalism and Economic Development", in Markets, Morals and Religion, ed. 조나단 B. 임버, 157–177. 뉴저지주 뉴브런즈윅: 트랜잭션 퍼블리셔스, 2008.